# Liste des municipalités de New York

Localisation de l'État de New York sur la carte des États-Unis.

La liste des municipalités de New York recense la totalité des municipalités incorporées dans l'État américain de New York, sauf les villes, en date de décembre 2022. Elle inclut les 534 villages et 62 cités de New York. Sur les 534 villages et 62 cités, il y a 591 municipalités autres que des villes à New York, ainsi que cinq ville-villages limitrophes (en), des villages qui sont limitrophes avec leur ville.

## Historique
Lors du recensement américain de 2010, l'État de New York comptait 555 villages. Depuis, 21 villages ont été dissous (quatre dans le comté de Cattaraugus, trois dans le comté d'Oneida, deux dans chacun des comtés de Chautauqua, Saint Lawrence et Wayne, un dans chacun des comtés d'Essex, Jefferson, Seneca, Washington et Oswego, ainsi que Keeseville dans les comtés de Clinton et Essex), tandis qu'un nouveau village a été créé dans le comté de Suffolk (Mastic Beach). Après seulement sept ans d'existence, le village de Mastic Beach a été dissous le 31 décembre 2017,,. Le village de Van Etten dans le comté de Chemung et le village de Harrisville dans le comté de Lewis ont tous deux été dissous le 31 décembre 2018, tandis que le village de Morristown dans le comté de Saint Lawrence a été dissous le 31 décembre 2019. Le village de South Nyack a été dissous en 2022.

## Municipalités à cheval sur plusieurs comtés
La plupart des municipalités de New York sont situées dans une seule ville et un seul comté, mais certaines se trouvent dans plus d'une ville. Parmi celles-ci, dix municipalités sont situées dans plus d'un comté :
- Almond (comtés d'Allegany et Steuben)
- Attica (comtés de Genesee et Wyoming)
- Deposit (comtés de Broome et Delaware)
- Dolgeville (comtés de Fulton et Herkimer)
- Geneva (comtés d'Ontario et Seneca)
- Gowanda (comtés de Cattaraugus et Érié)
- New York (comtés de Bronx, Kings, New York, Queens et Richmond)
- Rushville (comtés d'Ontario et Yates)
- Saranac Lake (comtés d'Essex et Franklin)

## Liste des municipalités
| † | Siège du comté                       |
| ‡ | Capitale de l'État et siège du comté |

| Nom                   | Type                     | Comté(s)                                 | Pop.(2020) | Superficie (mi²) | Ville(s)                                 |
| --------------------- | ------------------------ | ---------------------------------------- | ---------- | ---------------- | ---------------------------------------- |
| Adams                 | Village                  | Jefferson                                | 1 633      | 1.447            | Adams                                    |
| Addison               | Village                  | Steuben                                  | 1 561      | 1.893            | Addison                                  |
| Afton                 | Village                  | Chenango                                 | 794        | 1.527            | Afton                                    |
| Airmont               | Village                  | Rockland                                 | 10 166     | 4.643            | Ramapo                                   |
| Akron                 | Village                  | Érié                                     | 2 888      | 1.976            | Newstead                                 |
| Albany‡               | Cité                     | Albany                                   | 99 224     | 21.40            | –                                        |
| Albion†               | Village                  | Orleans                                  | 5 637      | 2.920            | Albion et Gaines                         |
| Alden                 | Village                  | Érié                                     | 2 604      | 2.718            | Alden                                    |
| Alexander             | Village                  | Genesee                                  | 518        | 0.437            | Alexander                                |
| Alexandria Bay        | Village                  | Jefferson                                | 924        | 0.766            | Alexandria                               |
| Alfred                | Village                  | Allegany                                 | 4 026      | 1.190            | Alfred                                   |
| Allegany              | Village                  | Cattaraugus                              | 1 544      | 0.705            | Allegany                                 |
| Almond                | Village                  | Multiple                                 | 415        | 0.564            | Almond et Hornellsville                  |
| Altamont              | Village                  | Albany                                   | 1 675      | 1.186            | Guilderland                              |
| Ames                  | Village                  | Montgomery                               | 138        | 0.131            | Canajoharie                              |
| Amityville            | Village                  | Suffolk                                  | 9 500      | 2.113            | Babylon                                  |
| Amsterdam             | Cité                     | Montgomery                               | 18 219     | 5.87             | –                                        |
| Andover               | Village                  | Allegany                                 | 890        | 1.001            | Andover                                  |
| Angelica              | Village                  | Allegany                                 | 723        | 2.152            | Angelica                                 |
| Angola                | Village                  | Érié                                     | 2 046      | 1.417            | Evans                                    |
| Antwerp               | Village                  | Jefferson                                | 506        | 1.035            | Antwerp                                  |
| Arcade                | Village                  | Wyoming                                  | 1 908      | 2.649            | Arcade                                   |
| Ardsley               | Village                  | Westchester                              | 5 079      | 1.323            | Greenburgh                               |
| Argyle                | Village                  | Washington                               | 289        | 0.350            | Argyle                                   |
| Arkport               | Village                  | Steuben                                  | 745        | 0.694            | Hornellsville                            |
| Asharoken             | Village                  | Suffolk                                  | 592        | 1.471            | Huntington                               |
| Athens                | Village                  | Greene                                   | 1 586      | 3.420            | Athens                                   |
| Atlantic Beach        | Village                  | Nassau                                   | 1 707      | 0.439            | Hempstead                                |
| Attica                | Village                  | Multiple                                 | 2 450      | 1.691            | Alexander et Attica                      |
| Auburn†               | Cité                     | Cayuga                                   | 26 866     | 8.34             | –                                        |
| Aurora                | Village                  | Cayuga                                   | 607        | 0.919            | Ledyard                                  |
| Avoca                 | Village                  | Steuben                                  | 809        | 1.326            | Avoca                                    |
| Avon                  | Village                  | Livingston                               | 3 399      | 3.099            | Avon                                     |
| Babylon               | Village                  | Suffolk                                  | 12 188     | 2.445            | Babylon                                  |
| Bainbridge            | Village                  | Chenango                                 | 1 251      | 1.239            | Bainbridge                               |
| Baldwinsville         | Village                  | Onondaga                                 | 7 898      | 3.092            | Lysander et Van Buren                    |
| Ballston Spa†         | Village                  | Saratoga                                 | 5 111      | 1.599            | Ballston et Milton                       |
| Barker                | Village                  | Niagara                                  | 575        | 0.420            | Somerset                                 |
| Batavia†              | Cité                     | Genesee                                  | 15 600     | 5.20             | –                                        |
| Bath†                 | Village                  | Steuben                                  | 5 571      | 3.175            | Bath                                     |
| Baxter Estates        | Village                  | Nassau                                   | 991        | 0.182            | North Hempstead                          |
| Bayville              | Village                  | Nassau                                   | 6 748      | 1.450            | Oyster Bay                               |
| Beacon                | Cité                     | Dutchess                                 | 13 769     | 4.74             | –                                        |
| Belle Terre           | Village                  | Suffolk                                  | 808        | 0.885            | Brookhaven                               |
| Bellerose             | Village                  | Nassau                                   | 1 173      | 0.125            | Hempstead                                |
| Bellport              | Village                  | Suffolk                                  | 2 203      | 1.445            | Brookhaven                               |
| Belmont†              | Village                  | Allegany                                 | 856        | 0.996            | Amity                                    |
| Bemus Point           | Village                  | Chautauqua                               | 306        | 0.436            | Ellery                                   |
| Bergen                | Village                  | Genesee                                  | 1 208      | 0.737            | Bergen                                   |
| Binghamton†           | Cité                     | Broome                                   | 47 969     | 10.48            | –                                        |
| Black River           | Village                  | Jefferson                                | 1 232      | 1.791            | Le Ray et Rutland                        |
| Blasdell              | Village                  | Érié                                     | 2 539      | 1.123            | Hamburg                                  |
| Bloomfield            | Village                  | Ontario                                  | 1 277      | 1.397            | East Bloomfield                          |
| Bloomingburg          | Village                  | Sullivan                                 | 1 032      | 0.688            | Mamakating                               |
| Bolivar               | Village                  | Allegany                                 | 1 010      | 0.798            | Bolivar                                  |
| Boonville             | Village                  | Oneida                                   | 2 020      | 1.729            | Boonville                                |
| Brewster              | Village                  | Putnam                                   | 2 508      | 0.467            | Southeast                                |
| Briarcliff Manor      | Village                  | Westchester                              | 7 569      | 5.962            | Mount Pleasant et Ossining               |
| Brightwaters          | Village                  | Suffolk                                  | 3 181      | 0.976            | Islip                                    |
| Broadalbin            | Village                  | Fulton                                   | 1 384      | 1.122            | Broadalbin et Mayfield                   |
| Brockport             | Village                  | Monroe                                   | 7 104      | 2.161            | Clarkson et Sweden                       |
| Brocton               | Village                  | Chautauqua                               | 1 286      | 1.710            | Portland                                 |
| Bronxville            | Village                  | Westchester                              | 6 656      | 0.962            | Eastchester                              |
| Brookville            | Village                  | Nassau                                   | 2 939      | 3.937            | Oyster Bay                               |
| Brownville            | Village                  | Jefferson                                | 930        | 0.673            | Brownville                               |
| Brushton              | Village                  | Franklin                                 | 443        | 0.276            | Moira                                    |
| Buchanan              | Village                  | Westchester                              | 2 302      | 1.382            | Cortlandt                                |
| Buffalo†              | Cité                     | Érié                                     | 278 349    | 40.38            | –                                        |
| Burdett               | Village                  | Schuyler                                 | 331        | 0.962            | Hector                                   |
| Burke                 | Village                  | Franklin                                 | 160        | 0.290            | Burke                                    |
| Caledonia             | Village                  | Livingston                               | 2 080      | 2.097            | Caledonia                                |
| Cambridge             | Village                  | Washington                               | 1 788      | 1.678            | Cambridge et White Creek                 |
| Camden                | Village                  | Oneida                                   | 2 196      | 2.436            | Camden                                   |
| Camillus              | Village                  | Onondaga                                 | 1 222      | 0.390            | Camillus                                 |
| Canajoharie           | Village                  | Montgomery                               | 2 037      | 1.330            | Canajoharie                              |
| Canandaigua†          | Cité                     | Ontario                                  | 10 576     | 4.56             | –                                        |
| Canaseraga            | Village                  | Allegany                                 | 460        | 1.062            | Burns                                    |
| Canastota             | Village                  | Madison                                  | 4 556      | 3.351            | Lenox                                    |
| Candor                | Village                  | Tioga                                    | 786        | 0.441            | Candor                                   |
| Canisteo              | Village                  | Steuben                                  | 2 176      | 0.934            | Canisteo                                 |
| Canton†               | Village                  | Saint Lawrence                           | 7 155      | 3.576            | Canton                                   |
| Cape Vincent          | Village                  | Jefferson                                | 699        | 0.724            | Cape Vincent                             |
| Carthage              | Village                  | Jefferson                                | 3 236      | 2.508            | Wilna                                    |
| Cassadaga             | Village                  | Chautauqua                               | 573        | 0.839            | Stockton                                 |
| Castile               | Village                  | Wyoming                                  | 970        | 1.352            | Castile                                  |
| Castleton-on-Hudson   | Village                  | Rensselaer                               | 1 477      | 0.714            | Schodack                                 |
| Castorland            | Village                  | Lewis                                    | 334        | 0.321            | Denmark                                  |
| Cato                  | Village                  | Cayuga                                   | 517        | 0.989            | Cato et Ira                              |
| Catskill†             | Village                  | Greene                                   | 3 745      | 2.280            | Catskill                                 |
| Cattaraugus           | Village                  | Cattaraugus                              | 960        | 1.117            | New Albion                               |
| Cayuga                | Village                  | Cayuga                                   | 472        | 0.904            | Aurelius                                 |
| Cayuga Heights        | Village                  | Tompkins                                 | 4 114      | 1.767            | Ithaca                                   |
| Cazenovia             | Village                  | Madison                                  | 2 767      | 1.873            | Cazenovia                                |
| Cedarhurst            | Village                  | Nassau                                   | 7 374      | 0.675            | Hempstead                                |
| Celoron               | Village                  | Chautauqua                               | 1 069      | 0.747            | Ellicott                                 |
| Central Square        | Village                  | Oswego                                   | 1 862      | 1.906            | Hastings                                 |
| Centre Island         | Village                  | Nassau                                   | 407        | 1.090            | Oyster Bay                               |
| Champlain             | Village                  | Clinton                                  | 1 170      | 1.390            | Champlain                                |
| Chateaugay            | Village                  | Franklin                                 | 735        | 1.083            | Chateaugay                               |
| Chatham               | Village                  | Columbia                                 | 1 529      | 1.237            | Chatham et Ghent                         |
| Chaumont              | Village                  | Jefferson                                | 615        | 0.971            | Lyme                                     |
| Cherry Valley         | Village                  | Otsego                                   | 467        | 0.510            | Cherry Valley                            |
| Chester               | Village                  | Orange                                   | 3 993      | 2.148            | Chester et Goshen                        |
| Chestnut Ridge        | Village                  | Rockland                                 | 10 505     | 4.968            | Ramapo                                   |
| Chittenango           | Village                  | Madison                                  | 4 896      | 2.441            | Sullivan                                 |
| Churchville           | Village                  | Monroe                                   | 2 091      | 1.153            | Riga                                     |
| Clayton               | Village                  | Jefferson                                | 1 705      | 1.613            | Clayton                                  |
| Clayville             | Village                  | Oneida                                   | 339        | 0.439            | Paris                                    |
| Cleveland             | Village                  | Oswego                                   | 732        | 1.131            | Constantia                               |
| Clifton Springs       | Village                  | Ontario                                  | 2 209      | 1.519            | Manchester et Phelps                     |
| Clinton               | Village                  | Oneida                                   | 1 683      | 0.626            | Kirkland                                 |
| Clyde                 | Village                  | Wayne                                    | 2 171      | 2.198            | Galen                                    |
| Cobleskill            | Village                  | Schoharie                                | 4 173      | 3.572            | Cobleskill                               |
| Cohocton              | Village                  | Steuben                                  | 703        | 1.501            | Cohocton                                 |
| Cohoes                | Cité                     | Albany                                   | 18 147     | 3.77             | –                                        |
| Cold Brook            | Village                  | Herkimer                                 | 250        | 0.439            | Russia                                   |
| Cold Spring           | Village                  | Putnam                                   | 1 986      | 0.594            | Philipstown                              |
| Colonie               | Village                  | Albany                                   | 7 781      | 3.242            | Colonie                                  |
| Constableville        | Village                  | Lewis                                    | 293        | 1.118            | West Turin                               |
| Cooperstown†          | Village                  | Otsego                                   | 1 794      | 1.635            | Middlefield et Otsego                    |
| Copenhagen            | Village                  | Lewis                                    | 631        | 1.176            | Denmark                                  |
| Corfu                 | Village                  | Genesee                                  | 689        | 0.995            | Darien et Pembroke                       |
| Corinth               | Village                  | Saratoga                                 | 2 562      | 1.067            | Corinth                                  |
| Corning               | Cité                     | Steuben                                  | 10 551     | 3.08             | –                                        |
| Cornwall-on-Hudson    | Village                  | Orange                                   | 3 075      | 1.987            | Cornwall                                 |
| Cortland†             | Cité                     | Cortland                                 | 17 556     | 3.89             | –                                        |
| Cove Neck             | Village                  | Nassau                                   | 293        | 1.284            | Oyster Bay                               |
| Coxsackie             | Village                  | Greene                                   | 2 746      | 2.172            | Coxsackie                                |
| Croghan               | Village                  | Lewis                                    | 639        | 0.434            | Croghan et New Bremen                    |
| Croton-on-Hudson      | Village                  | Westchester                              | 8 327      | 4.642            | Cortlandt                                |
| Cuba                  | Village                  | Allegany                                 | 1 517      | 1.216            | Cuba                                     |
| Dannemora             | Village                  | Clinton                                  | 3 287      | 1.148            | Dannemora et Saranac                     |
| Dansville             | Village                  | Livingston                               | 4 433      | 2.608            | North Dansville et Sparta                |
| DefÉriét              | Village                  | Jefferson                                | 245        | 0.650            | Wilna                                    |
| Delanson              | Village                  | Schenectady                              | 335        | 0.644            | Duanesburg                               |
| Delevan               | Village                  | Cattaraugus                              | 1 043      | 0.994            | Yorkshire                                |
| Delhi†                | Village                  | Delaware                                 | 2 721      | 3.142            | Delhi                                    |
| Depew                 | Village                  | Érié                                     | 15 178     | 5.074            | Cheektowaga et Lancaster                 |
| Deposit               | Village                  | Multiple                                 | 1 387      | 1.263            | Deposit et Sanford                       |
| Dering Harbor         | Village                  | Suffolk                                  | 50         | 0.246            | Shelter Island                           |
| DeRuyter              | Village                  | Madison                                  | 408        | 0.344            | DeRuyter                                 |
| Dexter                | Village                  | Jefferson                                | 1 004      | 0.692            | Brownville                               |
| Dobbs Ferry           | Village                  | Westchester                              | 11 541     | 2.429            | Greenburgh                               |
| Dolgeville            | Village                  | Multiple                                 | 2 042      | 1.791            | Manheim et Oppenheim                     |
| Dresden               | Village                  | Yates                                    | 293        | 0.302            | Torrey                                   |
| Dryden                | Village                  | Tompkins                                 | 1 887      | 1.756            | Dryden                                   |
| Dundee                | Village                  | Yates                                    | 1 690      | 1.124            | Starkey                                  |
| Dunkirk               | Cité                     | Chautauqua                               | 12 743     | 4.54             | –                                        |
| Earlville             | Village                  | Chenango, Madison                        | 774        | 1.079            | Hamilton et Sherburne                    |
| East Aurora           | Village                  | Érié                                     | 5 998      | 2.512            | Aurora                                   |
| East Hampton          | Village                  | Suffolk                                  | 1 517      | 4.764            | East Hampton                             |
| East Hills            | Village                  | Nassau                                   | 7 284      | 2.273            | North Hempstead et Oyster Bay            |
| East Nassau           | Village                  | Rensselaer                               | 559        | 4.863            | Nassau                                   |
| East Rochester        | Ville-village limitrophe | Monroe                                   | 6 334      | 1.325            | East Rochester                           |
| East Rockaway         | Village                  | Nassau                                   | 10 159     | 1.017            | Hempstead                                |
| East Syracuse         | Village                  | Onondaga                                 | 3 078      | 1.622            | DeWitt                                   |
| East Williston        | Village                  | Nassau                                   | 2 645      | 0.569            | North Hempstead                          |
| Elba                  | Village                  | Genesee                                  | 558        | 1.017            | Elba                                     |
| Elbridge              | Village                  | Onondaga                                 | 921        | 1.126            | Elbridge                                 |
| Ellenville            | Village                  | Ulster                                   | 4 167      | 8.725            | Wawarsing                                |
| Ellicottville         | Village                  | Cattaraugus                              | 256        | 0.820            | Ellicottville                            |
| Ellisburg             | Village                  | Jefferson                                | 186        | 1.015            | Ellisburg                                |
| Elmira†               | Cité                     | Chemung                                  | 26 523     | 7.25             | –                                        |
| Elmira Heights        | Village                  | Chemung                                  | 3 916      | 1.146            | Elmira et Horseheads                     |
| Elmsford              | Village                  | Westchester                              | 5 239      | 1.027            | Greenburgh                               |
| Endicott              | Village                  | Broome                                   | 13 667     | 3.194            | Union                                    |
| Esperance             | Village                  | Schoharie                                | 346        | 0.491            | Esperance                                |
| Evans Mills           | Village                  | Jefferson                                | 678        | 0.829            | Le Ray                                   |
| Fabius                | Village                  | Onondaga                                 | 309        | 0.398            | Fabius                                   |
| Fair Haven            | Village                  | Cayuga                                   | 760        | 1.755            | Sterling                                 |
| Fairport              | Village                  | Monroe                                   | 5 501      | 1.589            | Perinton                                 |
| Falconer              | Village                  | Chautauqua                               | 2 269      | 1.093            | Ellicott                                 |
| Farmingdale           | Village                  | Nassau                                   | 8 466      | 1.121            | Oyster Bay                               |
| Farnham               | Village                  | Érié                                     | 381        | 1.207            | Brant                                    |
| Fayetteville          | Village                  | Onondaga                                 | 4 225      | 1.746            | Manlius                                  |
| Fishkill              | Village                  | Dutchess                                 | 2 166      | 0.820            | Fishkill                                 |
| Fleischmanns          | Village                  | Delaware                                 | 210        | 0.655            |                                          |
| Floral Park           | Village                  | Nassau                                   | 16 172     | 1.417            | Hempstead et North Hempstead             |
| Florida               | Village                  | Orange                                   | 2 888      | 2.251            | Goshen et Warwick                        |
| Flower Hill           | Village                  | Nassau                                   | 4 794      | 1.618            | North Hempstead                          |
| Fonda†                | Village                  | Montgomery                               | 668        | 0.539            | Mohawk                                   |
| Fort Ann              | Village                  | Washington                               | 460        | 0.293            | Fort Ann                                 |
| Fort Edward           | Village                  | Washington                               | 3 108      | 1.756            | Fort Edward                              |
| Fort Johnson          | Village                  | Montgomery                               | 401        | 0.737            | Amsterdam                                |
| Fort Plain            | Village                  | Montgomery                               | 1 930      | 1.346            | Canajoharie et Minden                    |
| Frankfort             | Village                  | Herkimer                                 | 2 320      | 1.014            | Frankfort                                |
| Franklin              | Village                  | Delaware                                 | 258        | 0.339            | Franklin                                 |
| Franklinville         | Village                  | Cattaraugus                              | 1 652      | 1.100            | Franklinville                            |
| Fredonia              | Village                  | Chautauqua                               | 9 585      | 5.189            | Pomfret                                  |
| Freeport              | Village                  | Nassau                                   | 44 472     | 4.628            | Hempstead                                |
| Freeville             | Village                  | Tompkins                                 | 498        | 1.058            | Dryden                                   |
| Fulton                | Cité                     | Oswego                                   | 11 389     | 3.92             | –                                        |
| Fultonville           | Village                  | Montgomery                               | 742        | 0.477            | Glen                                     |
| Gainesville           | Village                  | Wyoming                                  | 211        | 0.856            | Gainesville                              |
| Galway                | Village                  | Saratoga                                 | 165        | 0.256            | Galway                                   |
| Garden City           | Village                  | Nassau                                   | 23 272     | 5.330            | Hempstead et North Hempstead             |
| Geneseo†              | Village                  | Livingston                               | 7 574      | 2.839            | Geneseo                                  |
| Geneva                | Cité                     | Ontario, Seneca                          | 12 812     | 4.21             | –                                        |
| Gilbertsville         | Village                  | Otsego                                   | 308        | 1.003            | Butternuts                               |
| Glen Cove             | Cité                     | Nassau                                   | 28 365     | 6.66             | –                                        |
| Glens Falls           | Cité                     | Warren                                   | 14 830     | 3.85             | –                                        |
| Glen Park             | Village                  | Jefferson                                | 452        | 0.708            | Brownville et Pamelia                    |
| Gloversville          | Cité                     | Fulton                                   | 15 131     | 5.05             | –                                        |
| Goshen†               | Village                  | Orange                                   | 5 777      | 3.330            | Goshen                                   |
| Gouverneur            | Village                  | Saint Lawrence                           | 3 526      | 2.191            | Gouverneur                               |
| Gowanda               | Village                  | Multiple                                 | 2 513      | 1.593            | Collins et Persia                        |
| Grand View-on-Hudson  | Village                  | Rockland                                 | 246        | 0.176            | Orangetown                               |
| Granville             | Village                  | Washington                               | 2 404      | 1.570            | Granville                                |
| Great Neck            | Village                  | Nassau                                   | 11 145     | 1.329            | North Hempstead                          |
| Great Neck Estates    | Village                  | Nassau                                   | 2 990      | 0.757            | North Hempstead                          |
| Great Neck Plaza      | Village                  | Nassau                                   | 7 482      | 0.312            | North Hempstead                          |
| Green Island          | Ville-village limitrophe | Albany                                   | 2 934      | 0.747            | Green Island                             |
| Greene                | Village                  | Chenango                                 | 1 463      | 1.068            | Greene                                   |
| Greenport             | Village                  | Suffolk                                  | 2 583      | 0.956            | Southold                                 |
| Greenwich             | Village                  | Washington                               | 1 651      | 1.477            | Easton et Greenwich                      |
| Greenwood Lake        | Village                  | Orange                                   | 2 994      | 2.048            | Warwick                                  |
| Groton                | Village                  | Tompkins                                 | 2 145      | 1.738            | Groton                                   |
| Hagaman               | Village                  | Montgomery                               | 1 117      | 1.498            | Amsterdam                                |
| Hamburg               | Village                  | Érié                                     | 9 696      | 2.486            | Hamburg                                  |
| Hamilton              | Village                  | Madison                                  | 4 107      | 2.486            | Eaton, Hamilton et Madison               |
| Hammond               | Village                  | Saint Lawrence                           | 273        | 0.586            | Hammond                                  |
| Hammondsport          | Village                  | Steuben                                  | 583        | 0.345            | Urbana                                   |
| Hancock               | Village                  | Delaware                                 | 908        | 1.502            | Hancock                                  |
| Hannibal              | Village                  | Oswego                                   | 535        | 1.152            | Hannibal                                 |
| Harriman              | Village                  | Orange                                   | 2 714      | 1.004            | Monroe et Woodbury                       |
| Harrison              | Ville-village limitrophe | Westchester                              | 28 218     | 16.766           | Harrison                                 |
| Hastings-on-Hudson    | Village                  | Westchester                              | 8 590      | 1.952            | Greenburgh                               |
| Haverstraw            | Village                  | Rockland                                 | 12 323     | 1.980            | Haverstraw                               |
| Head of the Harbor    | Village                  | Suffolk                                  | 1 520      | 2.807            | Smithtown                                |
| Hempstead             | Village                  | Nassau                                   | 59 169     | 3.682            | Hempstead                                |
| Herkimer†             | Village                  | Herkimer                                 | 7 234      | 2.588            | Herkimer                                 |
| Heuvelton             | Village                  | Saint Lawrence                           | 722        | 0.761            | Oswegatchie                              |
| Hewlett Bay Park      | Village                  | Nassau                                   | 494        | 0.337            | Hempstead                                |
| Hewlett Harbor        | Village                  | Nassau                                   | 1 290      | 0.726            | Hempstead                                |
| Hewlett Neck          | Village                  | Nassau                                   | 569        | 0.193            | Hempstead                                |
| Highland Falls        | Village                  | Orange                                   | 3 684      | 1.090            | Highlands                                |
| Hillburn              | Village                  | Rockland                                 | 930        | 2.251            | Ramapo                                   |
| Hilton                | Village                  | Monroe                                   | 6 027      | 1.780            | Parma                                    |
| Hobart                | Village                  | Delaware                                 | 351        | 0.498            | Stamford                                 |
| Holland Patent        | Village                  | Oneida                                   | 416        | 0.506            | Trenton                                  |
| Holley                | Village                  | Orleans                                  | 1 754      | 1.268            | Murray                                   |
| Homer                 | Village                  | Cortland                                 | 3 210      | 1.925            | Cortlandville et Homer                   |
| Honeoye Falls         | Village                  | Monroe                                   | 2 706      | 2.543            | Mendon                                   |
| Hoosick Falls         | Village                  | Rensselaer                               | 3 216      | 1.598            | Hoosick                                  |
| Hornell               | Cité                     | Steuben                                  | 8 263      | 3.28             | –                                        |
| Horseheads            | Village                  | Chemung                                  | 6 606      | 3.887            | Horseheads                               |
| Hudson†               | Cité                     | Columbia                                 | 5 894      | 2.33             | –                                        |
| Hudson Falls          | Village                  | Washington                               | 7 427      | 1.832            | Kingsbury                                |
| Hunter                | Village                  | Greene                                   | 429        | 1.735            | Hunter                                   |
| Huntington Bay        | Village                  | Suffolk                                  | 1 446      | 0.998            | Huntington                               |
| Ilion                 | Village                  | Herkimer                                 | 7 646      | 2.493            | Frankfort et German Flatts               |
| Interlaken            | Village                  | Seneca                                   | 595        | 0.267            | Covert                                   |
| Irvington             | Village                  | Westchester                              | 6 652      | 2.773            | Greenburgh                               |
| Island Park           | Village                  | Nassau                                   | 4 928      | 0.445            | Hempstead                                |
| Islandia              | Village                  | Suffolk                                  | 3 567      | 2.220            | Islip                                    |
| Ithaca†               | Cité                     | Tompkins                                 | 32 108     | 5.39             | –                                        |
| Jamestown             | Cité                     | Chautauqua                               | 28 712     | 8.90             | –                                        |
| Jeffersonville        | Village                  | Sullivan                                 | 368        | 0.405            | Callicoon                                |
| Johnstown†            | Cité                     | Fulton                                   | 8 204      | 4.82             | –                                        |
| Johnson City          | Village                  | Broome                                   | 15 343     | 4.536            | Union                                    |
| Jordan                | Village                  | Onondaga                                 | 1 192      | 1.146            | Elbridge                                 |
| Kaser                 | Village                  | Rockland                                 | 5 491      | 0.172            | Ramapo                                   |
| Kenmore               | Village                  | Érié                                     | 15 205     | 1.435            | Tonawanda                                |
| Kensington            | Village                  | Nassau                                   | 1 226      | 0.254            | North Hempstead                          |
| Kinderhook            | Village                  | Columbia                                 | 1 170      | 2.104            | Kinderhook                               |
| Kings Point           | Village                  | Nassau                                   | 5 619      | 3.355            | North Hempstead                          |
| Kingston†             | Cité                     | Ulster                                   | 24 069     | 7.48             | –                                        |
| Kiryas Joel           | Village                  | Orange                                   | 32 954     | 1.462            | Palm Tree                                |
| Lacona                | Village                  | Oswego                                   | 657        | 1.110            | Sandy Creek                              |
| Lackawanna            | Cité                     | Érié                                     | 19 949     | 6.55             | –                                        |
| Lake George           | Village                  | Warren                                   | 1 008      | 0.586            | Lake George                              |
| Lake Grove            | Village                  | Suffolk                                  | 11 072     | 2.947            | Brookhaven                               |
| Lake Placid           | Village                  | Essex                                    | 2 205      | 1.371            | North Elba                               |
| Lake Success          | Village                  | Nassau                                   | 2 828      | 1.845            | North Hempstead                          |
| Lakewood              | Village                  | Chautauqua                               | 3 002      | 1.976            | Busti                                    |
| Lancaster             | Village                  | Érié                                     | 10 027     | 2.698            | Lancaster                                |
| Lansing               | Village                  | Tompkins                                 | 3 648      | 4.610            | Lansing                                  |
| Larchmont             | Village                  | Westchester                              | 6 630      | 1.077            | Mamaroneck                               |
| Lattingtown           | Village                  | Nassau                                   | 1 881      | 3.755            | Oyster Bay                               |
| Laurel Hollow         | Village                  | Nassau                                   | 1 940      | 2.958            | Oyster Bay                               |
| Laurens               | Village                  | Otsego                                   | 185        | 0.128            | Laurens                                  |
| Lawrence              | Village                  | Nassau                                   | 6 809      | 3.719            | Hempstead                                |
| Le Roy                | Village                  | Genesee                                  | 4 300      | 2.688            | Le Roy                                   |
| Leicester             | Village                  | Livingston                               | 440        | 0.367            | Leicester                                |
| Lewiston              | Village                  | Niagara                                  | 2 531      | 1.097            | Lewiston                                 |
| Liberty               | Village                  | Sullivan                                 | 4 700      | 2.602            | Liberty                                  |
| Lima                  | Village                  | Livingston                               | 2 094      | 1.346            | Lima                                     |
| Lindenhurst           | Village                  | Suffolk                                  | 27 148     | 3.760            | Babylon                                  |
| Lisle                 | Village                  | Broome                                   | 348        | 0.936            | Lisle                                    |
| Little Falls          | Cité                     | Herkimer                                 | 4 605      | 3.84             | –                                        |
| Little Valley†        | Village                  | Cattaraugus                              | 1 058      | 1.002            | Little Valley                            |
| Liverpool             | Village                  | Onondaga                                 | 2 242      | 0.757            | Salina                                   |
| Livonia               | Village                  | Livingston                               | 1 472      | 1.007            | Livonia                                  |
| Lloyd Harbor          | Village                  | Suffolk                                  | 3 571      | 9.363            | Huntington                               |
| Lockport†             | Cité                     | Niagara                                  | 20 876     | 8.40             | –                                        |
| Lodi                  | Village                  | Seneca                                   | 254        | 0.551            | Lodi                                     |
| Long Beach            | Cité                     | Nassau                                   | 35 029     | 2.22             | –                                        |
| Lowville†             | Village                  | Lewis                                    | 3 272      | 1.911            | Lowville                                 |
| Lynbrook              | Village                  | Nassau                                   | 20 438     | 2.014            | Hempstead                                |
| Lyndonville           | Village                  | Orleans                                  | 771        | 1.024            | Yates                                    |
| Lyons Falls           | Village                  | Lewis                                    | 570        | 0.971            | Lyonsdale et West Turin                  |
| Madison               | Village                  | Madison                                  | 311        | 0.502            | Madison                                  |
| Malone†               | Village                  | Franklin                                 | 5 483      | 3.111            | Malone                                   |
| Malverne              | Village                  | Nassau                                   | 8 560      | 1.058            | Hempstead                                |
| Mamaroneck            | Village                  | Westchester                              | 20 151     | 3.170            | Mamaroneck et Rye                        |
| Manchester            | Village                  | Ontario                                  | 1 640      | 1.176            | Manchester                               |
| Manlius               | Village                  | Onondaga                                 | 4 662      | 1.785            | Manlius                                  |
| Mannsville            | Village                  | Jefferson                                | 297        | 0.897            | Ellisburg                                |
| Manorhaven            | Village                  | Nassau                                   | 6 956      | 0.465            | North Hempstead                          |
| Marathon              | Village                  | Cortland                                 | 892        | 1.130            | Marathon                                 |
| Marcellus             | Village                  | Onondaga                                 | 1 745      | 0.622            | Marcellus                                |
| Margaretville         | Village                  | Delaware                                 | 514        | 0.684            | Middletown                               |
| Massapequa Park       | Village                  | Nassau                                   | 17 109     | 2.210            | Oyster Bay                               |
| Massena               | Village                  | Saint Lawrence                           | 10 151     | 4.524            | Louisville, Massena et Norfolk           |
| Matinecock            | Village                  | Nassau                                   | 847        | 2.658            | Oyster Bay                               |
| Maybrook              | Village                  | Orange                                   | 3 150      | 1.354            | Hamptonburgh et Montgomery               |
| Mayfield              | Village                  | Fulton                                   | 780        | 0.907            | Mayfield                                 |
| Mayville†             | Village                  | Chautauqua                               | 1 442      | 1.991            | Chautauqua                               |
| McGraw                | Village                  | Cortland                                 | 972        | 0.987            | Cortlandville                            |
| Mechanicville         | Cité                     | Saratoga                                 | 5 163      | 0.84             | –                                        |
| Medina                | Village                  | Orleans                                  | 6 047      | 3.299            | Ridgeway et Shelby                       |
| Menands               | Village                  | Albany                                   | 4 554      | 3.058            | Colonie                                  |
| Meridian              | Village                  | Cayuga                                   | 287        | 0.691            | Cato                                     |
| Mexico                | Village                  | Oswego                                   | 1 531      | 2.145            | Mexico                                   |
| Middleburgh           | Village                  | Schoharie                                | 1 131      | 1.247            | Middleburgh                              |
| Middleport            | Village                  | Niagara                                  | 1 729      | 0.872            | Hartland et Royalton                     |
| Middletown            | Cité                     | Orange                                   | 30 345     | 5.31             | –                                        |
| Middleville           | Village                  | Herkimer                                 | 407        | 0.765            | Fairfield et Newport                     |
| Milford               | Village                  | Otsego                                   | 367        | 0.424            | Milford                                  |
| Mill Neck             | Village                  | Nassau                                   | 1 054      | 2.609            | Oyster Bay                               |
| Millbrook             | Village                  | Dutchess                                 | 1 455      | 1.931            | Washington                               |
| Millerton             | Village                  | Dutchess                                 | 903        | 0.618            | North East                               |
| Millport              | Village                  | Chemung                                  | 301        | 0.348            | Veteran                                  |
| Mineola†              | Village                  | Nassau                                   | 20 800     | 1.880            | Hempstead et North Hempstead             |
| Minoa                 | Village                  | Onondaga                                 | 3 657      | 1.273            | Manlius                                  |
| Mohawk                | Village                  | Herkimer                                 | 2 415      | 0.876            | German Flatts                            |
| Monroe                | Village                  | Orange                                   | 9 343      | 3.453            | Monroe                                   |
| Montebello            | Village                  | Rockland                                 | 4 507      | 4.346            | Ramapo                                   |
| Montgomery            | Village                  | Orange                                   | 3 834      | 1.406            | Montgomery                               |
| Monticello†           | Village                  | Sullivan                                 | 7 173      | 3.985            | Thompson                                 |
| Montour Falls         | Village                  | Schuyler                                 | 1 635      | 3.008            | Dix et Montour                           |
| Moravia               | Village                  | Cayuga                                   | 1 224      | 1.703            | Moravia                                  |
| Morris                | Village                  | Otsego                                   | 486        | 0.746            | Morris                                   |
| Morrisville           | Village                  | Madison                                  | 1 633      | 1.153            | Eaton                                    |
| Mount Kisco           | Ville-village limitrophe | Westchester                              | 10 959     | 3.035            | Mount Kisco                              |
| Mount Morris          | Village                  | Livingston                               | 2 898      | 2.048            | Mount Morris                             |
| Mount Vernon          | Cité                     | Westchester                              | 73 893     | 4.39             | –                                        |
| Munnsville            | Village                  | Madison                                  | 454        | 0.849            | Stockbridge                              |
| Munsey Park           | Village                  | Nassau                                   | 2 809      | 0.518            | North Hempstead                          |
| Muttontown            | Village                  | Nassau                                   | 3 512      | 6.063            | Oyster Bay                               |
| Naples                | Village                  | Ontario                                  | 931        | 0.985            | Naples                                   |
| Nassau                | Village                  | Rensselaer                               | 1 103      | 0.699            | Nassau et Schodack                       |
| Nelliston             | Village                  | Montgomery                               | 555        | 1.105            | Palatine                                 |
| Nelsonville           | Village                  | Putnam                                   | 624        | 1.034            | Philipstown                              |
| New Berlin            | Village                  | Chenango                                 | 901        | 1.066            | New Berlin                               |
| New Hartford          | Village                  | Oneida                                   | 1 859      | 0.617            | New Hartford                             |
| New Hempstead         | Village                  | Rockland                                 | 5 463      | 2.853            | Ramapo                                   |
| New Hyde Park         | Village                  | Nassau                                   | 10 257     | 0.860            | Hempstead et North Hempstead             |
| New Paltz             | Village                  | Ulster                                   | 7 324      | 1.715            | New Paltz                                |
| New Rochelle          | Cité                     | Westchester                              | 79 726     | 10.29            | –                                        |
| New Square            | Village                  | Rockland                                 | 9 679      | 0.367            | Ramapo                                   |
| New York†             | Cité                     | Bronx, Kings, New York, Queens, Richmond | 8 804 190  | 300.46           | –                                        |
| New York Mills        | Village                  | Oneida                                   | 3 244      | 1.180            | New Hartford et Whitestown               |
| Newark                | Village                  | Wayne                                    | 9 017      | 5.406            | Arcadia                                  |
| Newark Valley         | Village                  | Tioga                                    | 928        | 0.988            | Newark Valley                            |
| Newburgh              | Cité                     | Orange                                   | 28 856     | 3.81             | –                                        |
| Newport               | Village                  | Herkimer                                 | 543        | 0.526            | Newport                                  |
| Niagara Falls         | Cité                     | Niagara                                  | 48 671     | 14.09            | –                                        |
| Nichols               | Village                  | Tioga                                    | 457        | 0.518            | Nichols                                  |
| Nissequogue           | Village                  | Suffolk                                  | 1 564      | 3.782            | Smithtown                                |
| North Collins         | Village                  | Érié                                     | 1 247      | 0.801            | North Collins                            |
| North Haven           | Village                  | Suffolk                                  | 1 162      | 2.713            | Southampton                              |
| North Hills           | Village                  | Nassau                                   | 5 464      | 2.759            | North Hempstead                          |
| North Hornell         | Village                  | Steuben                                  | 732        | 0.498            | Hornellsville                            |
| North Syracuse        | Village                  | Onondaga                                 | 6 739      | 1.958            | Cicero et Clay                           |
| North Tonawanda       | Cité                     | Niagara                                  | 30 496     | 10.09            | –                                        |
| Northport             | Village                  | Suffolk                                  | 7 347      | 2.308            | Huntington                               |
| Northville            | Village                  | Fulton                                   | 993        | 1.039            | Northampton                              |
| Norwich†              | Cité                     | Chenango                                 | 7 051      | 2.12             | –                                        |
| Norwood               | Village                  | Saint Lawrence                           | 1 552      | 2.095            | Norfolk et Potsdam                       |
| Nunda                 | Village                  | Livingston                               | 1 169      | 0.993            | Nunda                                    |
| Nyack                 | Village                  | Rockland                                 | 7 265      | 0.770            | Clarkstown et Orangetown                 |
| Oakfield              | Village                  | Genesee                                  | 1 812      | 0.661            | Oakfield                                 |
| Ocean Beach           | Village                  | Suffolk                                  | 153        | 0.141            | Islip                                    |
| Odessa                | Village                  | Schuyler                                 | 517        | 1.137            | Catharine et Montour                     |
| Ogdensburg            | Cité                     | Saint Lawrence                           | 10 064     | 4.96             | –                                        |
| Old Brookville        | Village                  | Nassau                                   | 2 020      | 3.999            | Oyster Bay                               |
| Old Field             | Village                  | Suffolk                                  | 893        | 2.070            | Brookhaven                               |
| Old Westbury          | Village                  | Nassau                                   | 4 289      | 8.573            | North Hempstead et Oyster Bay            |
| Olean                 | Cité                     | Cattaraugus                              | 13 937     | 5.90             | –                                        |
| Oneida                | Cité                     | Madison                                  | 10 329     | 22.05            | –                                        |
| Oneida Castle         | Village                  | Oneida                                   | 586        | 0.514            | Vernon                                   |
| Oneonta               | Cité                     | Otsego                                   | 13 079     | 4.36             | –                                        |
| Orchard Park          | Village                  | Érié                                     | 3 108      | 1.346            | Orchard Park                             |
| Oriskany              | Village                  | Oneida                                   | 1 315      | 0.792            | Whitestown                               |
| Oriskany Falls        | Village                  | Oneida                                   | 658        | 0.506            | Augusta                                  |
| Ossining              | Village                  | Westchester                              | 27 551     | 3.149            | Ossining                                 |
| Oswego†               | Cité                     | Oswego                                   | 16 921     | 7.61             | –                                        |
| Otego                 | Village                  | Otsego                                   | 875        | 1.159            | Otego                                    |
| Otisville             | Village                  | Orange                                   | 969        | 0.764            | Mount Hope                               |
| Ovid†                 | Village                  | Seneca                                   | 534        | 0.398            | Ovid et Romulus                          |
| Owego†                | Village                  | Tioga                                    | 3 654      | 2.454            | Owego                                    |
| Oxford                | Village                  | Chenango                                 | 1 330      | 1.785            | Oxford                                   |
| Oyster Bay Cove       | Village                  | Nassau                                   | 2 265      | 4.187            | Oyster Bay                               |
| Painted Post          | Village                  | Steuben                                  | 1 768      | 1.272            | Erwin                                    |
| Palatine Bridge       | Village                  | Montgomery                               | 796        | 0.883            | Palatine                                 |
| Palmyra               | Village                  | Wayne                                    | 3 305      | 1.347            | Palmyra                                  |
| Panama                | Village                  | Chautauqua                               | 475        | 2.200            | Harmony                                  |
| Parish                | Village                  | Oswego                                   | 447        | 1.605            | Parish                                   |
| Patchogue             | Village                  | Suffolk                                  | 12 408     | 2.255            | Brookhaven                               |
| Pawling               | Village                  | Dutchess                                 | 1 995      | 1.997            | Pawling                                  |
| Peekskill             | Cité                     | Westchester                              | 25 431     | 4.34             | –                                        |
| Pelham                | Village                  | Westchester                              | 7 326      | 0.829            | Pelham                                   |
| Pelham Manor          | Village                  | Westchester                              | 5 752      | 1.343            | Pelham                                   |
| Penn Yan†             | Village                  | Yates                                    | 5 056      | 2.381            | Benton, Jerusalem et Milo                |
| Perry                 | Village                  | Wyoming                                  | 3 536      | 2.337            | Castile et Perry                         |
| Phelps                | Village                  | Ontario                                  | 1 851      | 1.172            | Phelps                                   |
| Philadelphia          | Village                  | Jefferson                                | 1 098      | 0.904            | Philadelphia                             |
| Philmont              | Village                  | Columbia                                 | 1 377      | 1.187            | Claverack                                |
| Phoenix               | Village                  | Oswego                                   | 2 226      | 1.171            | Schroeppel                               |
| Piermont              | Village                  | Rockland                                 | 2 517      | 0.679            | Orangetown                               |
| Pittsford             | Village                  | Monroe                                   | 1 419      | 0.673            | Pittsford                                |
| Plandome              | Village                  | Nassau                                   | 1 448      | 0.495            | North Hempstead                          |
| Plandome Heights      | Village                  | Nassau                                   | 1 009      | 0.181            | North Hempstead                          |
| Plandome Manor        | Village                  | Nassau                                   | 793        | 0.484            | North Hempstead                          |
| Plattsburgh†          | Cité                     | Clinton                                  | 19 841     | 5.04             | –                                        |
| Pleasantville         | Village                  | Westchester                              | 7 513      | 1.824            | Mount Pleasant                           |
| Poland                | Village                  | Herkimer                                 | 464        | 0.543            | Newport et Russia                        |
| Pomona                | Village                  | Rockland                                 | 3 824      | 2.397            | Haverstraw et Ramapo                     |
| Poquott               | Village                  | Suffolk                                  | 903        | 0.439            | Brookhaven                               |
| Port Byron            | Village                  | Cayuga                                   | 1 101      | 0.979            | Mentz                                    |
| Port Chester          | Village                  | Westchester                              | 31 693     | 2.331            | Rye                                      |
| Port Dickinson        | Village                  | Broome                                   | 1 699      | 0.637            | Dickinson                                |
| Port Jefferson        | Village                  | Suffolk                                  | 7 962      | 3.057            | Brookhaven                               |
| Port Jervis           | Cité                     | Orange                                   | 8 775      | 2.53             | –                                        |
| Port Leyden           | Village                  | Lewis                                    | 554        | 0.615            | Leyden et Lyonsdale                      |
| Port Washington North | Village                  | Nassau                                   | 3 160      | 0.478            | North Hempstead                          |
| Portville             | Village                  | Cattaraugus                              | 892        | 0.802            | Portville                                |
| Potsdam               | Village                  | Saint Lawrence                           | 8 312      | 4.447            | Potsdam                                  |
| Poughkeepsie†         | Cité                     | Dutchess                                 | 31 577     | 5.14             | –                                        |
| Pulaski               | Village                  | Oswego                                   | 2 186      | 3.484            | Richland                                 |
| Quogue                | Village                  | Suffolk                                  | 1 662      | 4.191            | Southampton                              |
| Ravena                | Village                  | Albany                                   | 3 271      | 1.467            | Coeymans                                 |
| Red Creek             | Village                  | Wayne                                    | 495        | 0.909            | Wolcott                                  |
| Red Hook              | Village                  | Dutchess                                 | 1 975      | 1.102            | Red Hook                                 |
| Remsen                | Village                  | Oneida                                   | 431        | 0.372            | Remsen et Trenton                        |
| Rensselaer            | Cité                     | Rensselaer                               | 9 210      | 3.18             | –                                        |
| Rensselaer Falls      | Village                  | Saint Lawrence                           | 361        | 0.291            | Canton                                   |
| Rhinebeck             | Village                  | Dutchess                                 | 2 697      | 1.523            | Rhinebeck                                |
| Richburg              | Village                  | Allegany                                 | 401        | 0.900            | Bolivar et Wirt (en)                     |
| Richfield Springs     | Village                  | Otsego                                   | 1 050      | 1.007            | Richfield                                |
| Richmondville         | Village                  | Schoharie                                | 858        | 1.846            | Richmondville                            |
| Richville             | Village                  | Saint Lawrence                           | 234        | 0.738            | De Kalb                                  |
| Riverside             | Village                  | Steuben                                  | 423        | 0.301            | Corning                                  |
| Rochester†            | Cité                     | Monroe                                   | 211 328    | 35.76            | –                                        |
| Rockville Centre      | Village                  | Nassau                                   | 26 016     | 3.247            | Hempstead                                |
| Rome                  | Cité                     | Oneida                                   | 32 127     | 74.85            | –                                        |
| Roslyn                | Village                  | Nassau                                   | 2 988      | 0.645            | North Hempstead                          |
| Roslyn Estates        | Village                  | Nassau                                   | 1 318      | 0.438            | North Hempstead                          |
| Roslyn Harbor         | Village                  | Nassau                                   | 1 067      | 1.186            | North Hempstead et Oyster Bay            |
| Round Lake            | Village                  | Saratoga                                 | 828        | 1.123            | Malta                                    |
| Rouses Point          | Village                  | Clinton                                  | 2 195      | 1.761            | Champlain                                |
| Rushville             | Village                  | Multiple                                 | 651        | 0.639            | Gorham et Potter                         |
| Russell Gardens       | Village                  | Nassau                                   | 978        | 0.174            | North Hempstead                          |
| Rye                   | Cité                     | Westchester                              | 16 592     | 5.85             | –                                        |
| Rye Brook             | Village                  | Westchester                              | 10 047     | 3.433            | Rye                                      |
| Sackets Harbor        | Village                  | Jefferson                                | 1 351      | 2.205            | Hounsfield                               |
| Saddle Rock           | Village                  | Nassau                                   | 989        | 0.246            | North Hempstead                          |
| Sag Harbor            | Village                  | Suffolk                                  | 2 772      | 1.804            | East Hampton et Southampton              |
| Sagaponack            | Village                  | Suffolk                                  | 770        | 4.414            | Southampton                              |
| Salamanca             | Cité                     | Cattaraugus                              | 5 929      | 5.99             | –                                        |
| Saltaire              | Village                  | Suffolk                                  | 113        | 0.233            | Islip                                    |
| Sands Point           | Village                  | Nassau                                   | 2 712      | 4.230            | North Hempstead                          |
| Sandy Creek           | Village                  | Oswego                                   | 646        | 1.351            | Sandy Creek                              |
| Saranac Lake          | Village                  | Multiple                                 | 4 887      | 2.779            | Harrietstown, North Elba et Saint Armand |
| Saratoga Springs      | Cité                     | Saratoga                                 | 28 491     | 28.07            | –                                        |
| Saugerties            | Village                  | Ulster                                   | 3 899      | 1.784            | Saugerties                               |
| Savona                | Village                  | Steuben                                  | 672        | 1.040            | Bath                                     |
| Scarsdale             | Ville-village limitrophe | Westchester                              | 18 253     | 6.660            | Scarsdale                                |
| Schaghticoke          | Village                  | Rensselaer                               | 527        | 0.758            | Schaghticoke                             |
| Schenectady†          | Cité                     | Schenectady                              | 67 047     | 10.81            | –                                        |
| Schoharie†            | Village                  | Schoharie                                | 916        | 1.658            | Schoharie                                |
| Schuylerville         | Village                  | Saratoga                                 | 1 370      | 0.533            | Saratoga                                 |
| Scotia                | Village                  | Schenectady                              | 7 272      | 1.685            | Glenville                                |
| Scottsville           | Village                  | Monroe                                   | 2 009      | 1.082            | Wheatland                                |
| Sea Cliff             | Village                  | Nassau                                   | 5 062      | 1.115            | Oyster Bay                               |
| Sharon Springs        | Village                  | Schoharie                                | 483        | 1.827            | Sharon                                   |
| Sherburne             | Village                  | Chenango                                 | 1 360      | 1.519            | Sherburne                                |
| Sherman               | Village                  | Chautauqua                               | 649        | 0.854            | Sherman                                  |
| Sherrill              | Cité                     | Oneida                                   | 3 077      | 2.31             | –                                        |
| Shoreham              | Village                  | Suffolk                                  | 561        | 0.448            | Brookhaven                               |
| Shortsville           | Village                  | Ontario                                  | 1 400      | 0.668            | Manchester                               |
| Sidney                | Village                  | Delaware                                 | 3 697      | 2.374            | Sidney                                   |
| Silver Creek          | Village                  | Chautauqua                               | 2 617      | 1.160            | Hanover                                  |
| Silver Springs        | Village                  | Wyoming                                  | 689        | 0.952            | Gainesville                              |
| Sinclairville         | Village                  | Chautauqua                               | 579        | 1.612            | Charlotte et Gerry                       |
| Skaneateles           | Village                  | Onondaga                                 | 2 533      | 1.414            | Skaneateles                              |
| Sleepy Hollow         | Village                  | Westchester                              | 9 986      | 2.161            | Mount Pleasant                           |
| Sloan                 | Village                  | Érié                                     | 3 775      | 0.786            | Cheektowaga                              |
| Sloatsburg            | Village                  | Rockland                                 | 3 036      | 2.467            | Ramapo                                   |
| Smyrna                | Village                  | Chenango                                 | 197        | 0.244            | Smyrna                                   |
| Sodus                 | Village                  | Wayne                                    | 1 667      | 0.941            | Sodus                                    |
| Sodus Point           | Village                  | Wayne                                    | 822        | 1.468            | Sodus                                    |
| Solvay                | Village                  | Onondaga                                 | 6 645      | 1.654            | Geddes                                   |
| South Blooming Grove  | Village                  | Orange                                   | 3 973      | 4.674            | Blooming Grove                           |
| South Corning         | Village                  | Steuben                                  | 1 108      | 0.617            | Corning                                  |
| South Dayton          | Village                  | Cattaraugus                              | 541        | 1.006            | Dayton                                   |
| South Floral Park     | Village                  | Nassau                                   | 1 741      | 0.096            | Hempstead                                |
| South Glens Falls     | Village                  | Saratoga                                 | 3 744      | 1.358            | Moreau                                   |
| South Nyack           | Village                  | Rockland                                 | 2 699      | 0.605            | Orangetown                               |
| Southampton           | Village                  | Suffolk                                  | 4 550      | 6.422            | Southampton                              |
| Speculator            | Village                  | Hamilton                                 | 406        | 44.571           | Lake Pleasant                            |
| Spencer (en)          | Village                  | Tioga                                    | 719        | 1.015            | Spencer                                  |
| Spencerport           | Village                  | Monroe                                   | 3 685      | 1.337            | Ogden                                    |
| Spring Valley         | Village                  | Rockland                                 | 33 066     | 2.016            | Clarkstown et Ramapo                     |
| Springville           | Village                  | Érié                                     | 4 225      | 3.672            | Concord                                  |
| Saint Johnsville      | Village                  | Montgomery                               | 1 643      | 0.878            | Saint Johnsville                         |
| Stamford              | Village                  | Delaware                                 | 1 040      | 1.333            | Harpersfield et Stamford                 |
| Stewart Manor         | Village                  | Nassau                                   | 1 992      | 0.210            | Hempstead                                |
| Stillwater            | Village                  | Saratoga                                 | 1 754      | 1.258            | Stillwater                               |
| Suffern               | Village                  | Rockland                                 | 11 441     | 2.089            | Ramapo                                   |
| Sylvan Beach          | Village                  | Oneida                                   | 890        | 0.687            | Vienna                                   |
| Syracuse†             | Cité                     | Onondaga                                 | 148 620    | 25.06            | –                                        |
| Tannersville          | Village                  | Greene                                   | 568        | 1.164            | Hunter                                   |
| Tarrytown             | Village                  | Westchester                              | 11 860     | 2.926            | Greenburgh                               |
| Theresa               | Village                  | Jefferson                                | 752        | 1.252            | Theresa                                  |
| Thomaston             | Village                  | Nassau                                   | 2 759      | 0.408            | North Hempstead                          |
| Tivoli                | Village                  | Dutchess                                 | 1 012      | 1.610            | Red Hook                                 |
| Tonawanda             | Cité                     | Érié                                     | 15 129     | 3.80             | –                                        |
| Troy†                 | Cité                     | Rensselaer                               | 51 401     | 10.36            | –                                        |
| Trumansburg           | Village                  | Tompkins                                 | 1 714      | 1.387            | Ulysses                                  |
| Tuckahoe              | Village                  | Westchester                              | 7 084      | 0.598            | Eastchester                              |
| Tully                 | Village                  | Onondaga                                 | 904        | 0.717            | Tully                                    |
| Tupper Lake           | Village                  | Franklin                                 | 3 282      | 2.090            | Tupper Lake                              |
| Turin                 | Village                  | Lewis                                    | 197        | 1.026            | Turin                                    |
| Tuxedo Park           | Village                  | Orange                                   | 645        | 2.655            | Tuxedo                                   |
| Unadilla              | Village                  | Otsego                                   | 1 065      | 1.037            | Unadilla                                 |
| Union Springs         | Village                  | Cayuga                                   | 1 075      | 1.737            | Springport                               |
| Unionville            | Village                  | Orange                                   | 592        | 0.310            | Minisink                                 |
| Upper Brookville      | Village                  | Nassau                                   | 1 786      | 4.319            | Oyster Bay                               |
| Upper Nyack           | Village                  | Rockland                                 | 2 015      | 1.222            | Clarkstown                               |
| Utica†                | Cité                     | Oneida                                   | 65 283     | 16.72            | –                                        |
| Valatie               | Village                  | Columbia                                 | 1 785      | 1.254            | Kinderhook                               |
| Valley Falls          | Village                  | Rensselaer                               | 510        | 0.463            | Pittstown et Schaghticoke                |
| Valley Stream         | Village                  | Nassau                                   | 40 634     | 3.482            | Hempstead                                |
| Vernon                | Village                  | Oneida                                   | 1 177      | 0.946            | Vernon                                   |
| Victor                | Village                  | Ontario                                  | 2 744      | 1.373            | Victor                                   |
| Victory               | Village                  | Saratoga                                 | 666        | 0.525            | Saratoga                                 |
| Village de the Branch | Village                  | Suffolk                                  | 1 735      | 0.948            | Smithtown                                |
| Voorheesville         | Village                  | Albany                                   | 2 841      | 2.139            | New Scotland                             |
| Waddington            | Village                  | Saint Lawrence                           | 937        | 2.180            | Waddington                               |
| Walden                | Village                  | Orange                                   | 6 818      | 1.968            | Montgomery                               |
| Watertown†            | Cité                     | Jefferson                                | 24 685     | 9.03             | –                                        |
| Watervliet            | Cité                     | Albany                                   | 10 375     | 1.34             | –                                        |
| Walton                | Village                  | Delaware                                 | 2 885      | 1.541            | Walton                                   |
| Wampsville†           | Village                  | Madison                                  | 573        | 1.009            | Lenox                                    |
| Wappingers Falls      | Village                  | Dutchess                                 | 6 103      | 1.108            | Poughkeepsie et Wappinger                |
| Warsaw†               | Village                  | Wyoming                                  | 3 646      | 4.106            | Warsaw                                   |
| Warwick               | Village                  | Orange                                   | 6 652      | 2.417            | Warwick                                  |
| Washingtonville       | Village                  | Orange                                   | 5 657      | 2.538            | Blooming Grove                           |
| Waterford             | Village                  | Saratoga                                 | 2 038      | 0.283            | Waterford                                |
| Waterloo†             | Village                  | Seneca                                   | 4 810      | 2.157            | Fayette, Seneca Falls et Waterloo        |
| Waterville            | Village                  | Oneida                                   | 1 473      | 1.416            | Marshall et Sangerfield                  |
| Watkins Glen†         | Village                  | Schuyler                                 | 1 863      | 1.559            | Dix et Reading                           |
| Waverly               | Village                  | Tioga                                    | 4 373      | 2.293            | Barton                                   |
| Wayland               | Village                  | Steuben                                  | 1 680      | 1.130            | Wayland                                  |
| Webster               | Village                  | Monroe                                   | 5 651      | 2.202            | Webster                                  |
| Weedsport             | Village                  | Cayuga                                   | 1 788      | 0.976            | Brutus                                   |
| Wellsburg             | Village                  | Chemung                                  | 490        | 0.568            | Ashland                                  |
| Wellsville            | Village                  | Allegany                                 | 4 587      | 2.424            | Wellsville                               |
| Wesley Hills          | Village                  | Rockland                                 | 6 116      | 3.353            | Ramapo                                   |
| West Carthage         | Village                  | Jefferson                                | 1 780      | 1.297            | Champion                                 |
| West Hampton Dunes    | Village                  | Suffolk                                  | 126        | 0.329            | Southampton                              |
| West Haverstraw       | Village                  | Rockland                                 | 10 678     | 1.519            | Haverstraw                               |
| West Winfield         | Village                  | Herkimer                                 | 733        | 0.911            | Winfield                                 |
| Westbury              | Village                  | Nassau                                   | 15 864     | 2.374            | North Hempstead                          |
| Westfield             | Village                  | Chautauqua                               | 2 910      | 3.822            | Westfield                                |
| Westhampton Beach     | Village                  | Suffolk                                  | 2 150      | 2.931            | Southampton                              |
| White Plains†         | Cité                     | Westchester                              | 59 559     | 9.74             | –                                        |
| Whitehall             | Village                  | Washington                               | 2 465      | 4.703            | Whitehall                                |
| Whitesboro            | Village                  | Oneida                                   | 3 612      | 1.050            | Whitestown                               |
| Whitney Point         | Village                  | Broome                                   | 960        | 1.043            | Lisle et Triangle                        |
| Williamsville         | Village                  | Érié                                     | 5 423      | 1.260            | Amherst et Cheektowaga                   |
| Williston Park        | Village                  | Nassau                                   | 7 591      | 0.626            | North Hempstead                          |
| Wilson                | Village                  | Niagara                                  | 1 247      | 0.813            | Wilson                                   |
| Windsor               | Village                  | Broome                                   | 907        | 1.095            | Windsor                                  |
| Wolcott               | Village                  | Wayne                                    | 1 556      | 1.948            | Butler et Wolcott                        |
| Woodbury              | Village                  | Orange                                   | 11 526     | 35.602           | Woodbury                                 |
| Woodridge             | Village                  | Sullivan                                 | 747        | 1.603            | Fallsburg                                |
| Woodsburgh            | Village                  | Nassau                                   | 897        | 0.340            | Hempstead                                |
| Wurtsboro             | Village                  | Sullivan                                 | 1 124      | 1.266            | Mamakating                               |
| Wyoming               | Village                  | Wyoming                                  | 377        | 0.669            | Middlebury                               |
| Yonkers               | Cité                     | Westchester                              | 211 569    | 18.01            | –                                        |
| Yorkville             | Village                  | Oneida                                   | 2 657      | 0.671            | Whitestown                               |
| Youngstown            | Village                  | Niagara                                  | 1 859      | 1.097            | Porter                                   |

## Extrêmes en superficie et en population
La cité la plus peuplée et la plus grande de l'État est de loin la Cité de New York, qui abrite 8 804 190 personnes et s'étend sur un peu plus de 300 milles carrés (776,996433 km2) de terres (468,87 milles carrés (1 214,3677251357 km2) en comptant l'eau). La cité la moins peuplée est Sherrill, avec seulement 3 071 habitants. La plus petite cité par sa superficie est Mechanicville, qui couvre 0,91 milles carrés (2,3568891801 km2) (dont 0,08 milles carrés (0,2071990488 km2) d'eau),.
- Plus petit village : South Floral Park - 0,096 milles carrés (0,24863885856 km2)[8],[10]
- Plus grand village : Speculator - 44,571 milles carrés (115,43836005081 km2)[8],[10]
- Village le moins peuplé : Dering Harbor - 50 (2020)[9],[8],[10]
- Village le plus peuplé : Hempstead - 59 169 (2020)[9],[8],[10]

## Anciens villages
La liste ci-dessous répertorie les anciens villages de l'État de New York qui ont été dissous, consolidés ou acquis par une autre municipalité entre 1900 et 2018. À ce jour, au cours de cette période, 47 villages ont choisi la dissolution et d'autres sont attendus dans les années à venir. Un ancien village a la possibilité de se réincorporer à l'avenir si la communauté le souhaite. Sauf indication contraire, ces communautés sont actuellement (ou seront) considérées comme des lieux désignés pour le recensement par le Bureau du recensement des États-Unis.
| Village                | Comté            | Pop.(2010) | Terre (mi²) | Eau (mi²) | Coordonnées           | GEO ID (FIPS code) | ANSI code (GNIS ID) | Notes | Ville                   |
| ---------------------- | ---------------- | ---------- | ----------- | --------- | --------------------- | ------------------ | ------------------- | --- | ----------------------- |
| Altmar                 | Oswego           | 407        | 2.069       | 0.010     | 43.511877, -76.000756 | 3601550            | 02391512            | Dissous le 31 mai 2013. | Albion                  |
| Amchir                 | Orange           | —          | —           | —         | 41.426312, -74.441821 | —                  | —                   | Annexé par la Cité de Middletown le 30 avril 1968. | Wallkill                |
| Andes                  | Delaware         | 252        | 1.193       | 0.000     | 42.187559, -74.780523 | 3602121            | 02627968            | Dissous les 31 décembre 2003. | Andes                   |
| Barneveld              | Oneida           | 284        | 0.192       | 0.000     | 43.273791, -75.189029 | 3604528            | 02391539            | Dissous le 31 décembre 2017. | Trenton                 |
| Belleville             | Jefferson        | 226        | 0.264       | 0.000     | 43.784196, -76.116912 | 3605683            | 02584243            | Dissous en 1930. | Ellisburg               |
| Bloomingdale           | Essex            | —          | —           | —         | 44.407901, -74.087211 | —                  | —                   | Dissous le 31 décembre 1985. Actuellement un hameau au sein de la Ville de St. Armand.                                                                                                | St. Armand              |
| Bridgewater            | Oneida           | 470        | 0.607       | 0.000     | 42.877568, -75.250948 | 3608169            | 02391559            | Dissous le 31 décembre 2014. | Bridgewater             |
| Brookfield             | Madison          | —          | —           | —         | 42.812925, -75.317467 | —                  | —                   | Dissous le 31 décembre 1923. Actuellement un hameau au sein de la Ville de Brookfield.                                                                                                | Brookfield              |
| Charlotte              | Monroe           | 8 253      | 2.595       | 0.406     | 43.258333, -77.608611 | 3605500            | —                   | Dissous le 31 décembre 1915. Annexé à la Cité de Rochester en 1916. | Greece                  |
| Cherry Creek           | Chautauqua       | 461        | 1.362       | 0.000     | 42.295845, -79.100858 | 3615187            | 02391601            | Dissous le 31 décembre 2017. | Cherry Creek            |
| Downsville             | Delaware         | 617        | 3.954       | 0.079     | 42.081425, -74.996796 | 3620852            | 02628045            | Dissous le 21 septembre 1950. | Colchester              |
| East Bloomfield        | Ontario          | —          | —           | —         | 42.897425, -77.433465 | —                  | —                   | Fusionné avec Holcomb pour devenir le Village de Bloomfield le 27 mars 1990. | East Bloomfield         |
| East Randolph          | Cattaraugus      | 620        | 1.088       | 0.001     | 42.168059, -78.957205 | 3622843            | 02391653            | Dissous le 31 décembre 2011. | Conewango et Randolph   |
| Eastwood               | Onondaga         | —          | —           | —         | 43.063205, -76.105919 | —                  | —                   | Annexé à la Cité de Syracuse le 4 septembre 1928. | DeWitt et Salina        |
| Edwards                | St. Lawrence     | 439        | 0.950       | 0.011     | 44.323659, -75.252926 | 3623635            | 02761297            | Dissous le 31 décembre 2012. | Edwards                 |
| Elizabethtown          | Essex            | 754        | 3.305       | 0.004     | 44.226218, -73.588920 | 3623822            | 02628047            | Dissous le 31 décembre 1980. | Elizabethtown           |
| Fillmore               | Allegany         | 603        | 0.816       | 0.000     | 42.466951, -78.110703 | 3625747            | 02389084            | Dissous le 31 décembre 1994. | Hume                    |
| Forestport             | Oneida           | —          | —           | —         | 43.441968, -75.206914 | —                  | —                   | Dissous le December 8, 1938. Actuellement un hameau au sein de la Ville de Forestport.                                                                                                | Forestport              |
| Forestville            | Chautauqua       | 697        | 0.979       | 0.000     | 42.468463, -79.175544 | 3626649            | 02390843            | Dissous le 31 décembre 2016. | Hanover                 |
| Fort Covington         | Franklin         | 1 308      | 19.322      | 0.010     | 44.971778, -74.507574 | 3626752            | 02584256            | Dissous le 31 décembre 1975. Appelé « Fort Covington Hamlet » par le Bureau de recensement US                                                                                         | Fort Covington          |
| Friendship             | Allegany         | 1 218      | 2.889       | 0.000     | 42.205552, -78.141811 | 3627694            | 02389819            | Dissous le 31 décembre 1977. | Friendship              |
| Harrisville            | Lewis            | 628        | 0.737       | 0.046     | 44.152823, -75.320546 | 3632424            | 02390884            | Dissous le 31 décembre 2018. | Diana                   |
| Henderson              | Jefferson        | 224        | 0.506       | 0.000     | 43.847966, -76.185235 | 3634044            | 02584266            | Dissous en 1933. | Henderson               |
| Hermon                 | St. Lawrence     | 422        | 0.380       | 0.000     | 44.467019, -75.231171 | 3634165            | 02390890            | Dissous le 31 décembre 2016. | Hermon                  |
| Herrings               | Jefferson        | 90         | 0.281       | 0.049     | 44.023285, -75.658220 | 3634220            | 02390891            | Dissous le 31 mars 2017. | Wilna                   |
| Holcomb                | Ontario          | —          | —           | —         | 42.902270, -77.419946 | —                  | —                   | Fusionné avec East Bloomfield pour devenir le Village de Bloomfield le 27 mars 1990.                                                                                                  | East Bloomfield         |
| Keeseville             | Clinton et Essex | 1 815      | 1.173       | 0.055     | 44.504740, -73.482094 | 3639089            | 02390918            | Dissous le 31 décembre 2014. | Au Sable & Chesterfield |
| La Fargeville          | Jefferson        | 608        | 3.318       | 0.055     | 44.192383, -75.955933 | 3640233            | 02390010            | Dissous le 22 septembre 1922. | Orleans                 |
| Lansingburgh           | Rensselaer       | —          | —           | —         | 42.770142, -73.675427 | —                  | —                   | Annexé par la Cité de Troy le 25 avril 1900. | Lansingburgh            |
| Limestone              | Cattaraugus      | 389        | 1.623       | 0.010     | 42.017267, -78.631327 | 3642378            | 02390942            | Dissous le 31 décembre 2010. | Carrollton              |
| Lyons                  | Wayne            | 3 619      | 4.074       | 0.077     | 43.063370, -76.993384 | 3643962            | 02390953            | Dissous le 31 décembre 2015. | Lyons                   |
| Macedon                | Wayne            | 1 523      | 1.225       | 0.007     | 43.068813, -77.302503 | 3644149            | 02390955            | Dissous le 31 mars 2017. | Macedon                 |
| Marlboro               | Ulster           | 3 669      | 4.456       | 0.636     | 41.603811, -73.977152 | 3645700            | 02390122            | Dissous le 5 septembre 1922. | Marlborough             |
| Mastic Beach           | Suffolk          | 12 930     | 4.715       | 0.265     | 40.767592, -72.837558 | 3646085            | 02390131            | Dissous le 31 décembre 2017. | Brookhaven              |
| Mooers                 | Clinton          | 442        | 1.193       | 0.038     | 44.963630, -73.595463 | 3648241            | 02389503            | Dissous le 31 mars 1994. | Mooers                  |
| Newfield               | Tompkins         | 759        | 1.257       | 0.001     | 42.357511, -76.593810 | 3650257            | 02389549            | Dissous le 31 décembre 1927. Appelé « Newfield Hamlet » par le Bureau de recensement US.                                                                                              | Newfield                |
| North Bangor           | Franklin         | —          | —           | —         | 44.842103, -74.401011 | —                  | —                   | Dissous en 1939. Actuellement un hameau au sein de la Ville de Bangor. | Bangor                  |
| Northville             | Suffolk          | 1 340      | 7.398       | 0.021     | 40.975572, -72.630246 | 3653775            | 02389592            | Dissous en 1930. | Riverhead               |
| North Pelham           | Westchester      | —          | —           | —         | 40.915232, -73.807738 | —                  | —                   | The Village de North Pelham merged with the Village de Pelham on June 1, 1975. | Pelham                  |
| Old Forge              | Herkimer         | 756        | 1.786       | 0.178     | 43.706401, -74.969122 | 3654639            | 02631633            | Dissous le 31 mars 1936. | Webb                    |
| Oramel                 | Allegany         | —          | —           | —         | 42.365657, -78.135791 | —                  | —                   | Dissous en 1925. Actuellement un hameau au sein de la Ville de Caneadea. | Caneadea                |
| Perrysburg             | Cattaraugus      | 401        | 0.984       | 0.003     | 42.458422, -79.001067 | 3657287            | 02391059            | Dissous le 31 décembre 2011. | Perrysburg              |
| Pike                   | Wyoming          | 371        | 1.494       | 0.001     | 42.553994, -78.147560 | 3657815            | 02628178            | Dissous le 31 décembre 2009. | Pike                    |
| Pine Hill              | Ulster           | 275        | 2.075       | 0.010     | 42.132799, -74.473791 | 3658057            | 02389674            | Dissous le 31 décembre 1986. | Shandaken               |
| Pine Valley            | Suffolk          | —          | —           | —         | 40.879853, -72.696948 | —                  | —                   | Dissous le 31 décembre 1991. En partie inclus dans le Northampton CDP au recensement de 2000.                                                                                         | Southampton             |
| Pleasant Valley        | Dutchess         | 9 826      | 0.934       | 0.025     | 41.746258, -73.826294 | 3658684            | 02389687            | Village dissous le 30 septembre 1926. | Pleasant Valley         |
| Port Henry             | Essex            | 1 194      | 1.177       | 0.300     | 44.046771, -73.461105 | 3659333            | 02391077            | Village dissous le 31 mars 2017. | Moriah                  |
| Prattsburgh            | Steuben          | 656        | 1.640       | 0.000     | 42.524795, -77.288316 | 3659708            | 02631235            | Dissous le 22 septembre 1972. | Prattsburgh             |
| Prattsville            | Greene           | 355        | 4.038       | 0.000     | 42.347243, -74.428721 | 3659740            | 02628181            | Dissous en 1900. | Prattsville             |
| Prospect               | Oneida           | 291        | 0.208       | 0.000     | 43.304975, -75.150720 | 3659883            | 02391083            | Dissous le 31 décembre 2015. | Trenton                 |
| Randolph               | Cattaraugus      | 1 286      | 3.251       | 0.011     | 42.162290, -78.979690 | 3660576            | 02391086            | Dissous le 31 décembre 2011. | Randolph                |
| Rifton                 | Ulster           | 456        | 1.175       | 0.000     | 41.828723, -74.038052 | 3661797            | 02389751            | Dissous le 18 août 1919. | Esopus                  |
| Rosendale              | Ulster           | 1 349      | 1.904       | 0.055     | 41.853172, -74.071420 | 3663742            | 02389777            | Dissous le 31 décembre 1977. Appelé « Rosendale Village » par le Bureau de recensement jusqu'en 2010, puis « Rosendale Hamlet » Certaines cartes continuent de la désigner Rosendale. | Rosendale               |
| Roxbury                | Delaware         | —          | —           | —         | 42.300715, -74.554444 | —                  | —                   | Dissous en 1900. Actuellement un hameau au sein de la Ville de Roxbury. | Roxbury                 |
| Salem                  | Washington       | 946        | 2.928       | 0.000     | 43.172673, -73.326450 | 3664771            | 02391113            | Dissous le 31 mars 2016. | Salem                   |
| Savannah               | Wayne            | 558        | 1.179       | 0.000     | 43.066710, -76.759543 | 3665332            | 02631236            | Dissous le 31 décembre 1979. | Savannah                |
| Schenevus              | Otsego           | 551        | 1.029       | 0.000     | 42.549673, -74.826932 | 3665519            | 02390260            | Dissous le 31 décembre 1994. | Maryland                |
| Seneca Falls           | Seneca           | 6 681      | 4.414       | 0.157     | 42.909180, -76.798951 | 3666322            | 02391127            | Dissous le 31 décembre 2011. | Seneca Falls            |
| Ticonderoga            | Essex            | 3 382      | 4.272       | 0.079     | 43.842344, -73.423035 | 3673880            | 02390387            | Dissous le 31 décembre 1993. | Ticonderoga             |
| Union                  | Broome           | —          | —           | —         | 42.095078, -76.065302 | —                  | —                   | Annexé au Village d'Endicott le 15 mars 1921. | Union                   |
| Van Etten              | Chemung          | 537        | 0.869       | 0.001     | 42.198052, -76.554511 | 3676881            | 02391183            | Dissous le 31 décembre 2018. | Van Etten               |
| Village de The Landing | Suffolk          | —          | —           | —         | 40.861577, -73.196897 | —                  | —                   | Dissous le 23 novembre 1939. Maintenant partie du Smithtown CDP. | Smithtown               |
| Westport               | Essex            | 518        | 2.361       | 0.000     | 44.183566, -73.438776 | 3680764            | 02390498            | Dissous le 31 décembre 1992. | Westport                |
| Woodhull               | Steuben          | —          | —           | —         | 42.080424, -77.408630 | —                  | —                   | Dissous le 31 décembre 1986. Actuellement un hameau au sein de la Ville de Woodhull.                                                                                                  | Woodhull                |

## Galerie

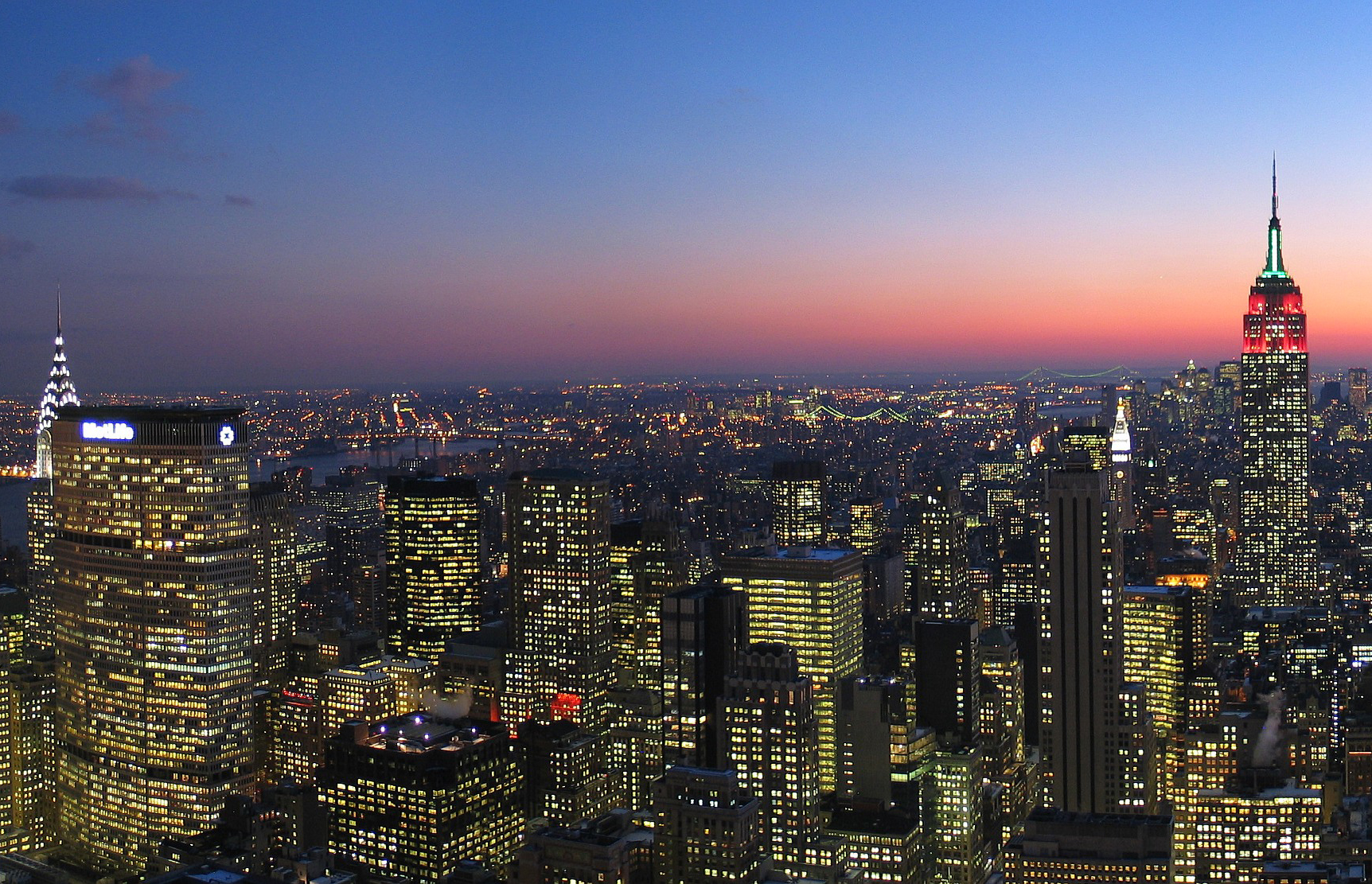
New York, plus grande ville de l'État de New York et des États-Unis.
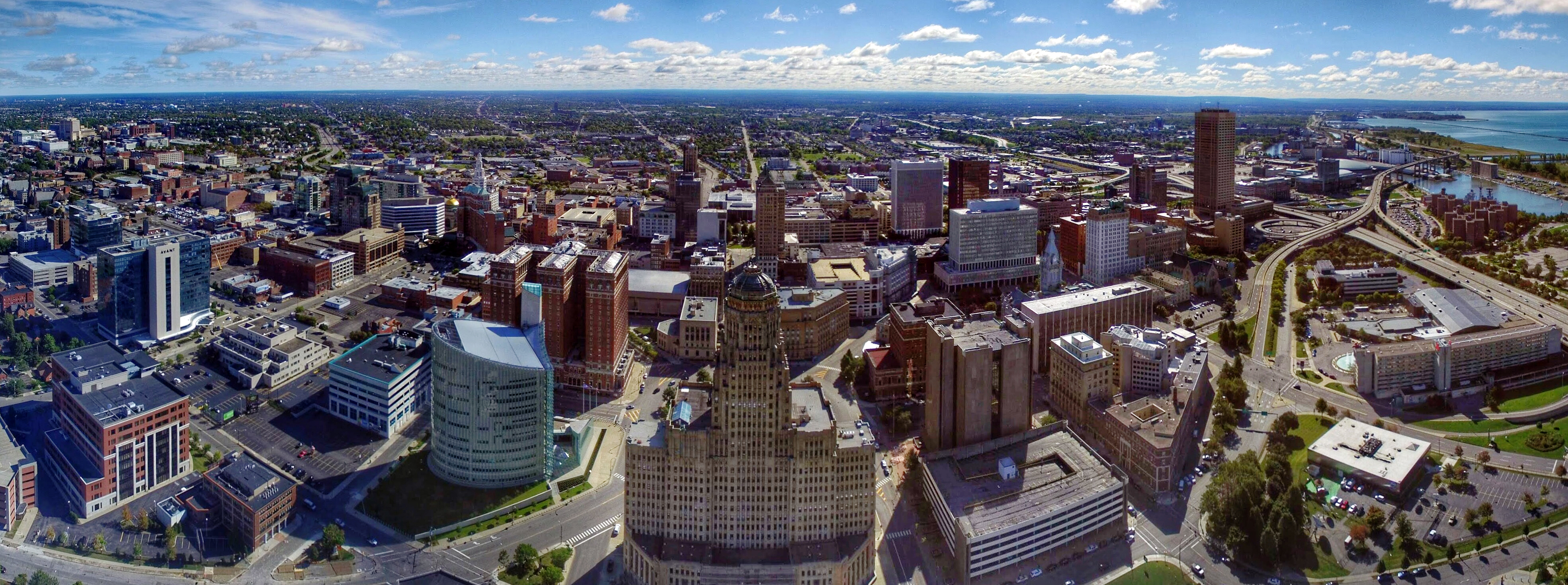
Buffalo, 2e plus grande cité de l'État.
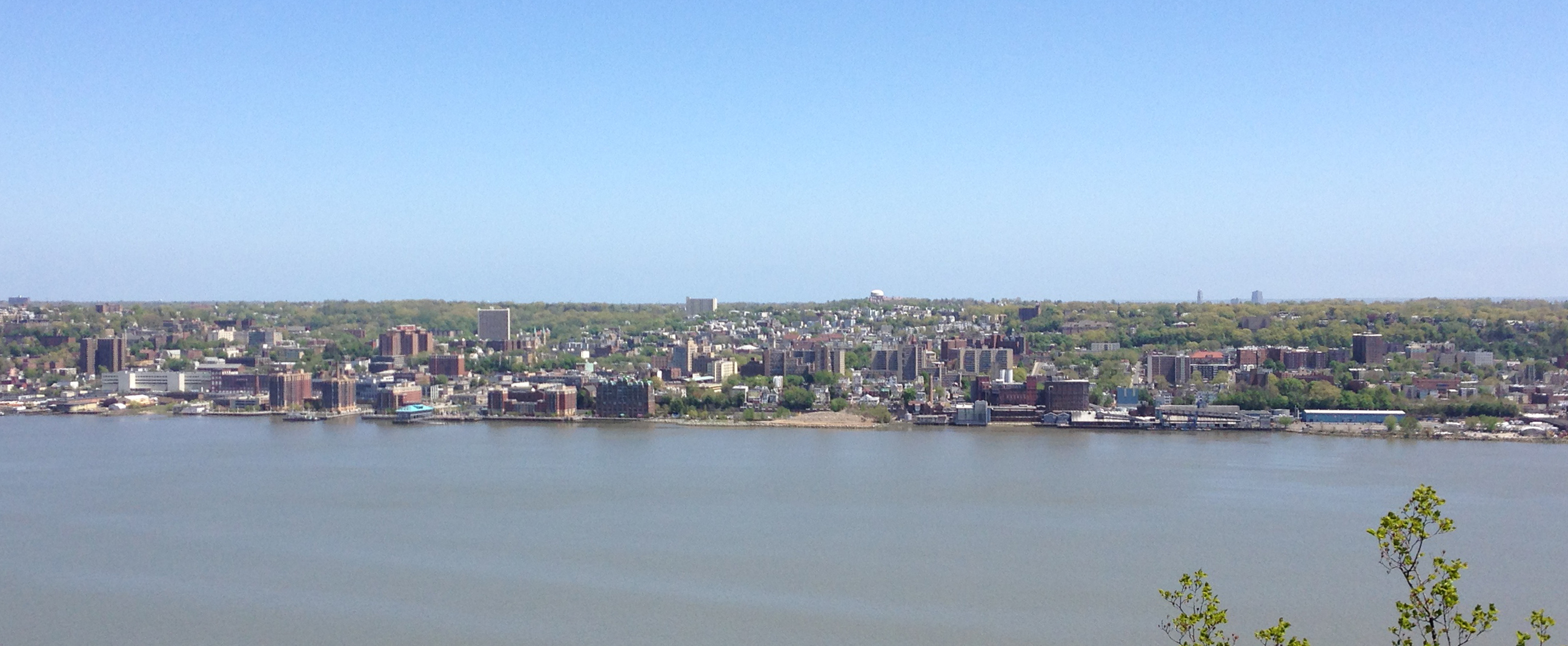
Yonkers, 3e plus grande.
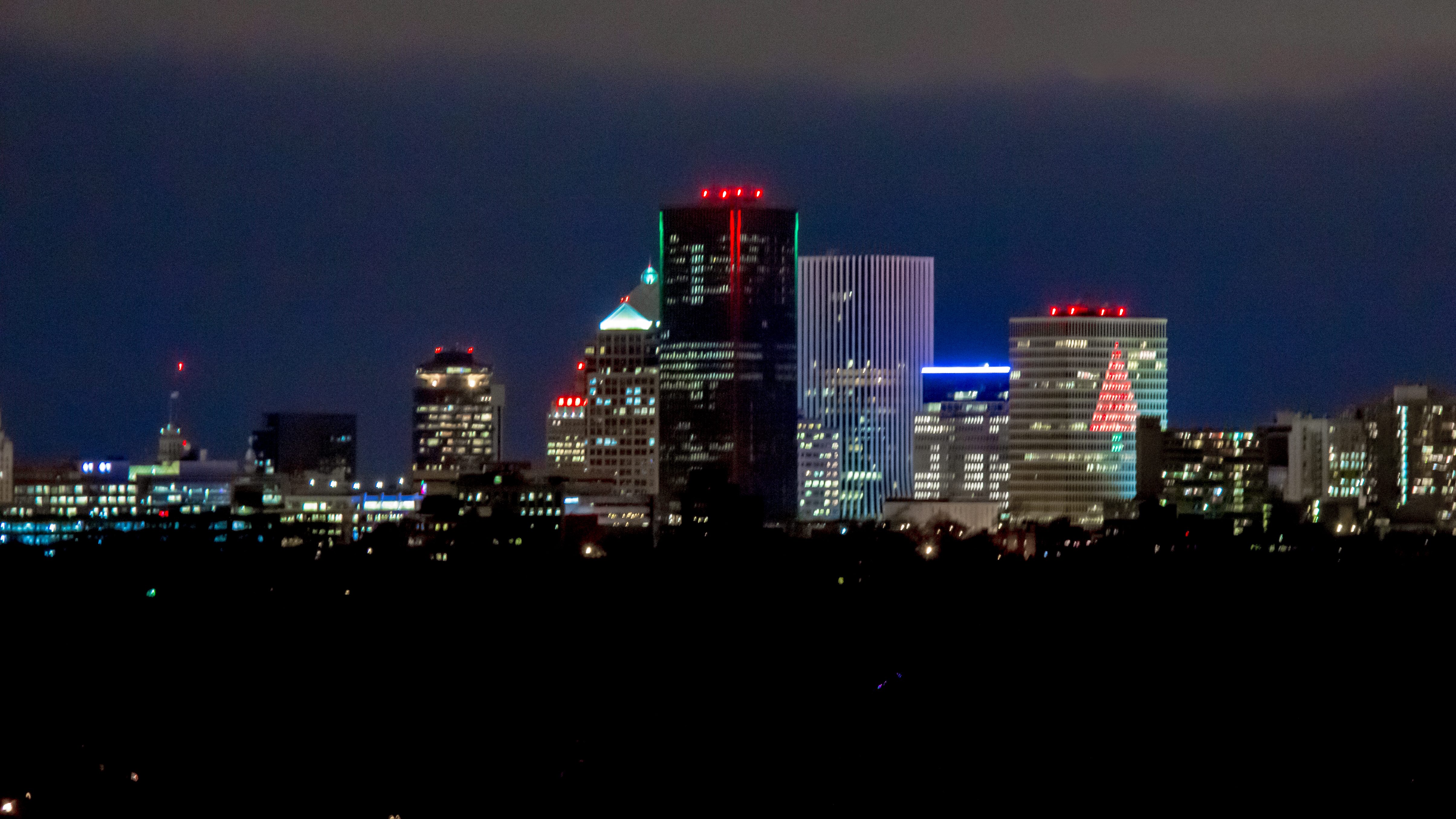
Rochester, 4e plus grande.
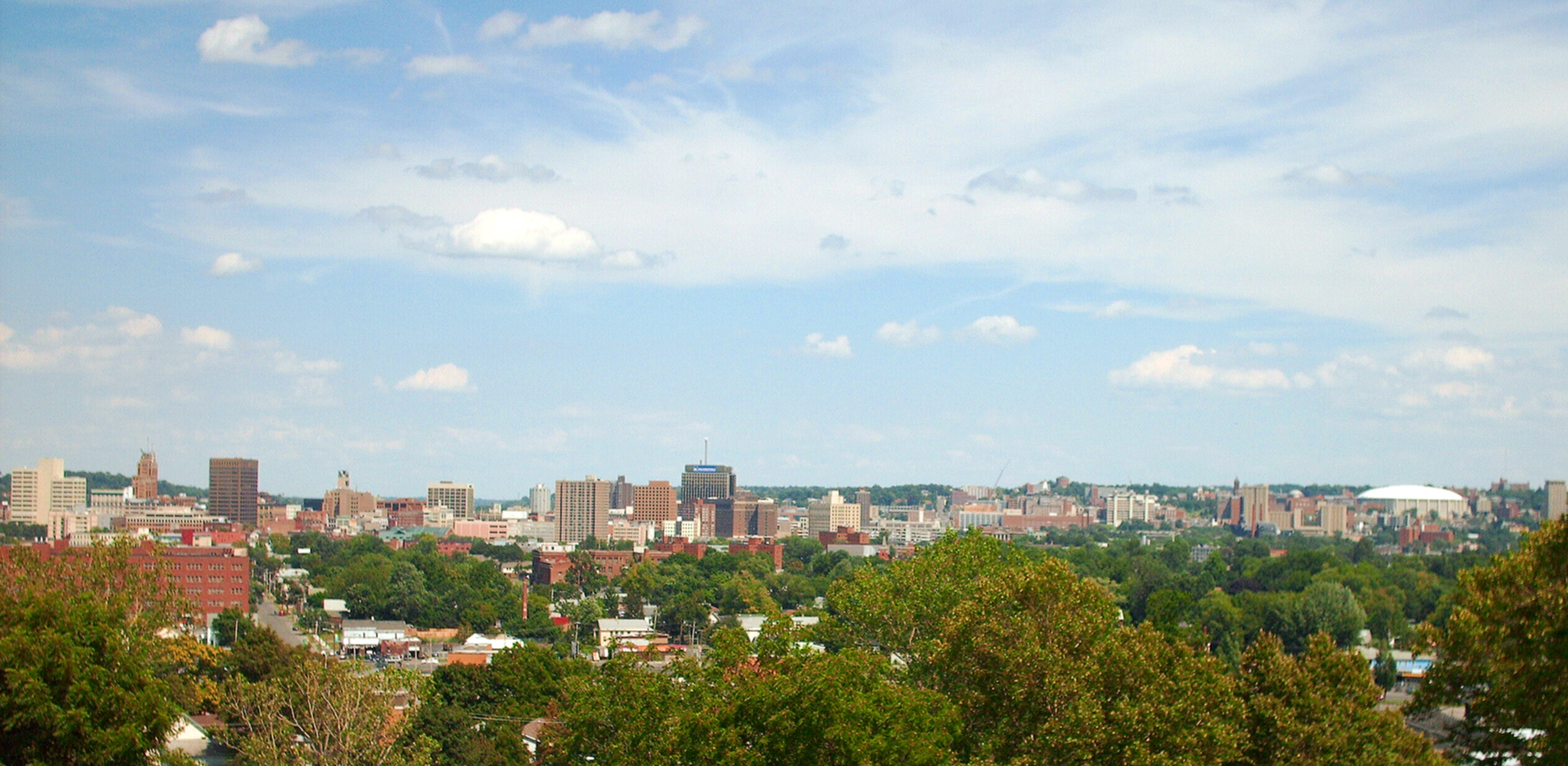
Syracuse, 5e plus grande.
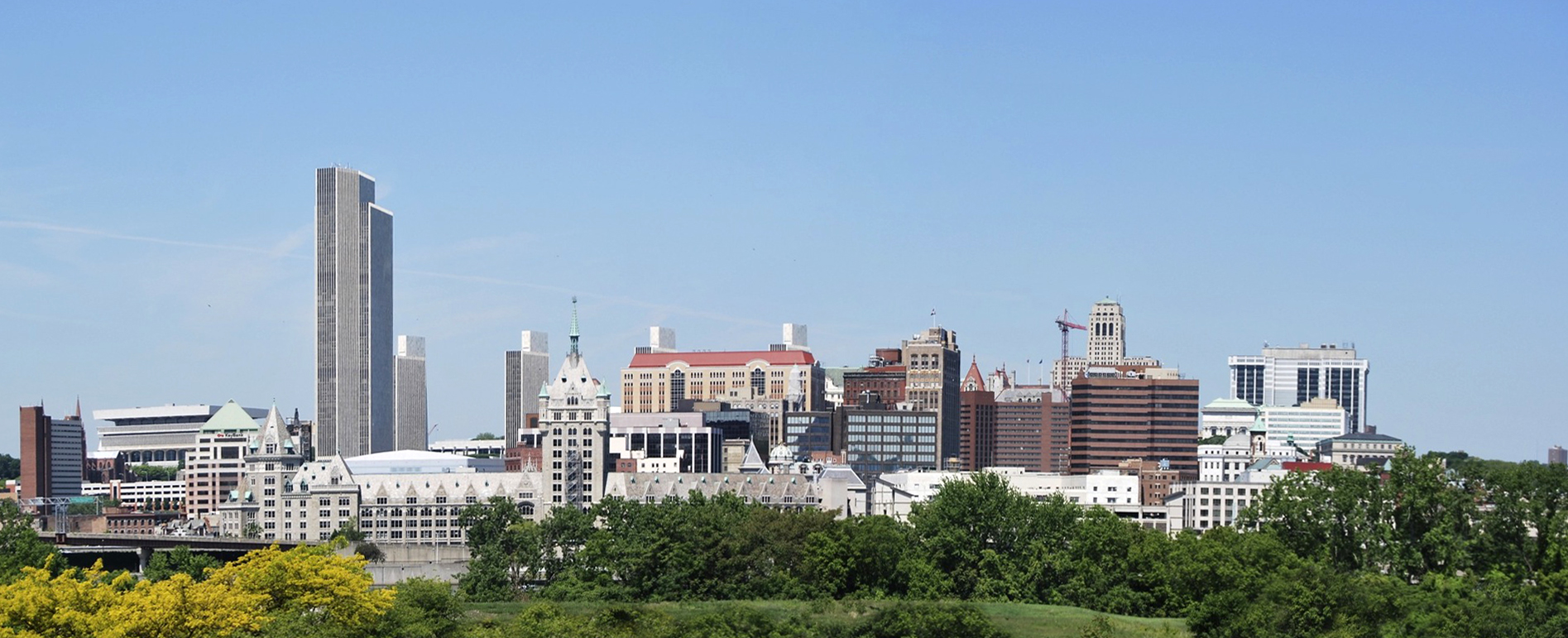
Albany, 6e plus grande et capitale de New York.
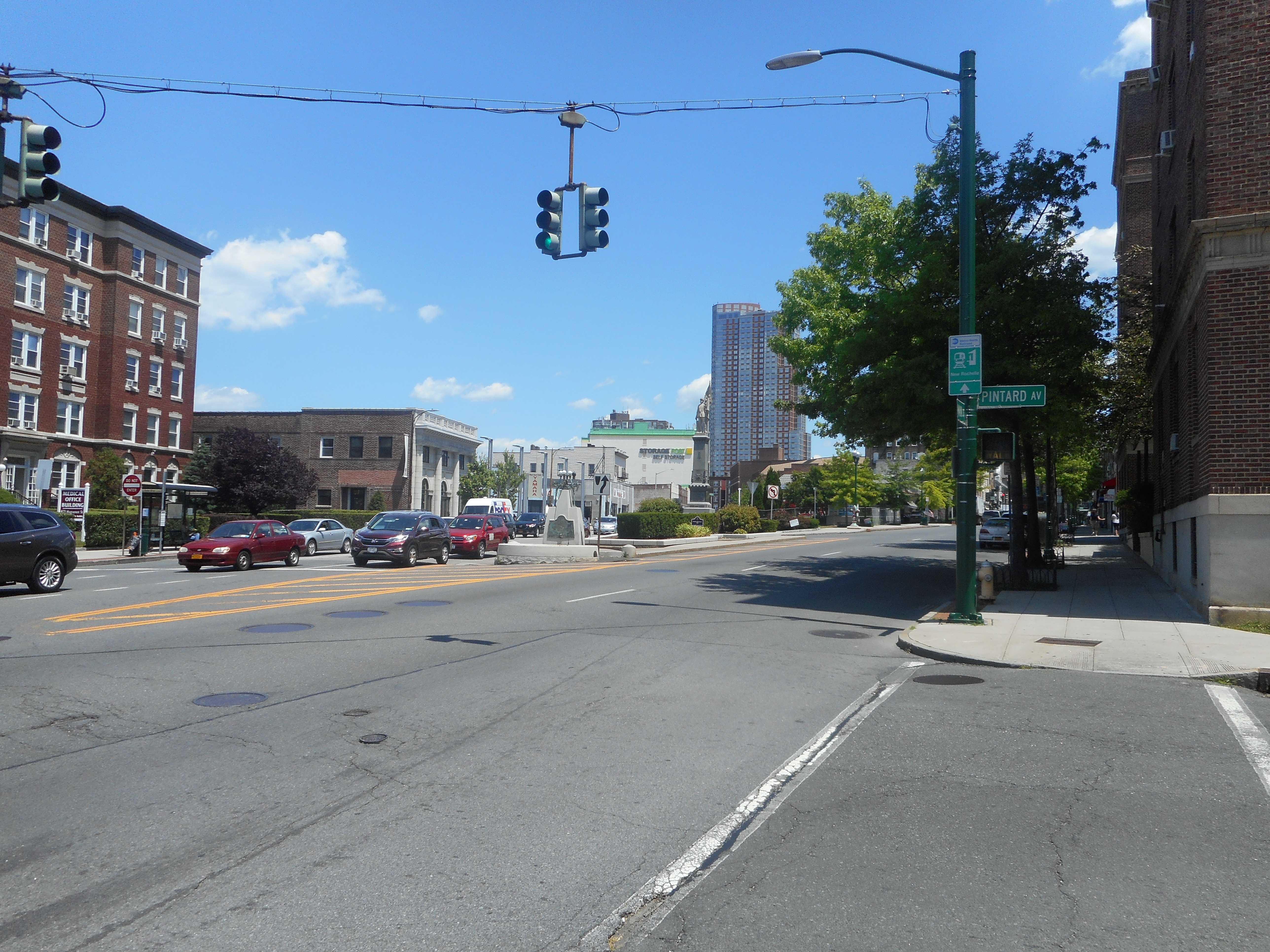
New Rochelle, 7e plus grande.
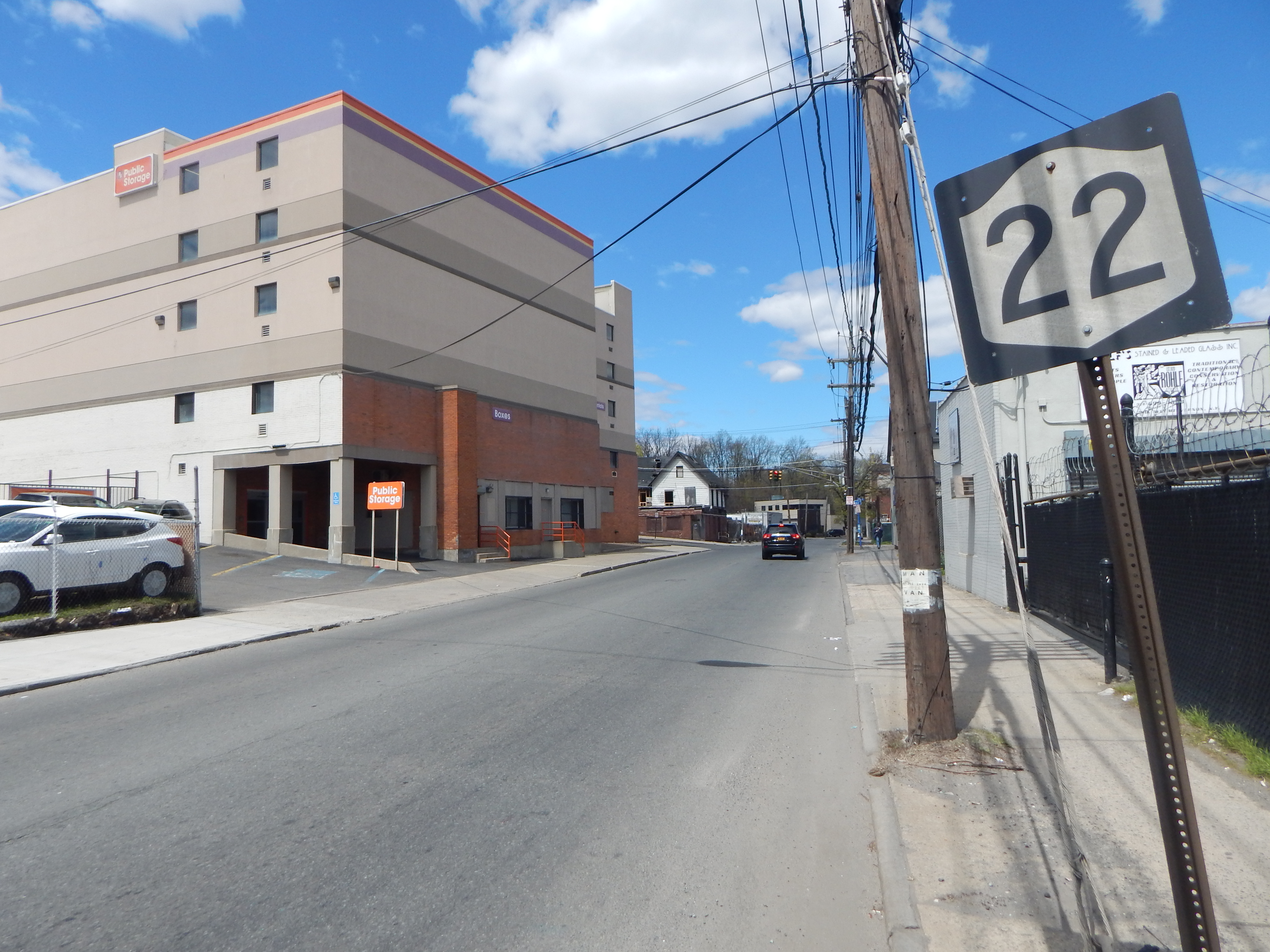
Mount Vernon, 8e plus grande.
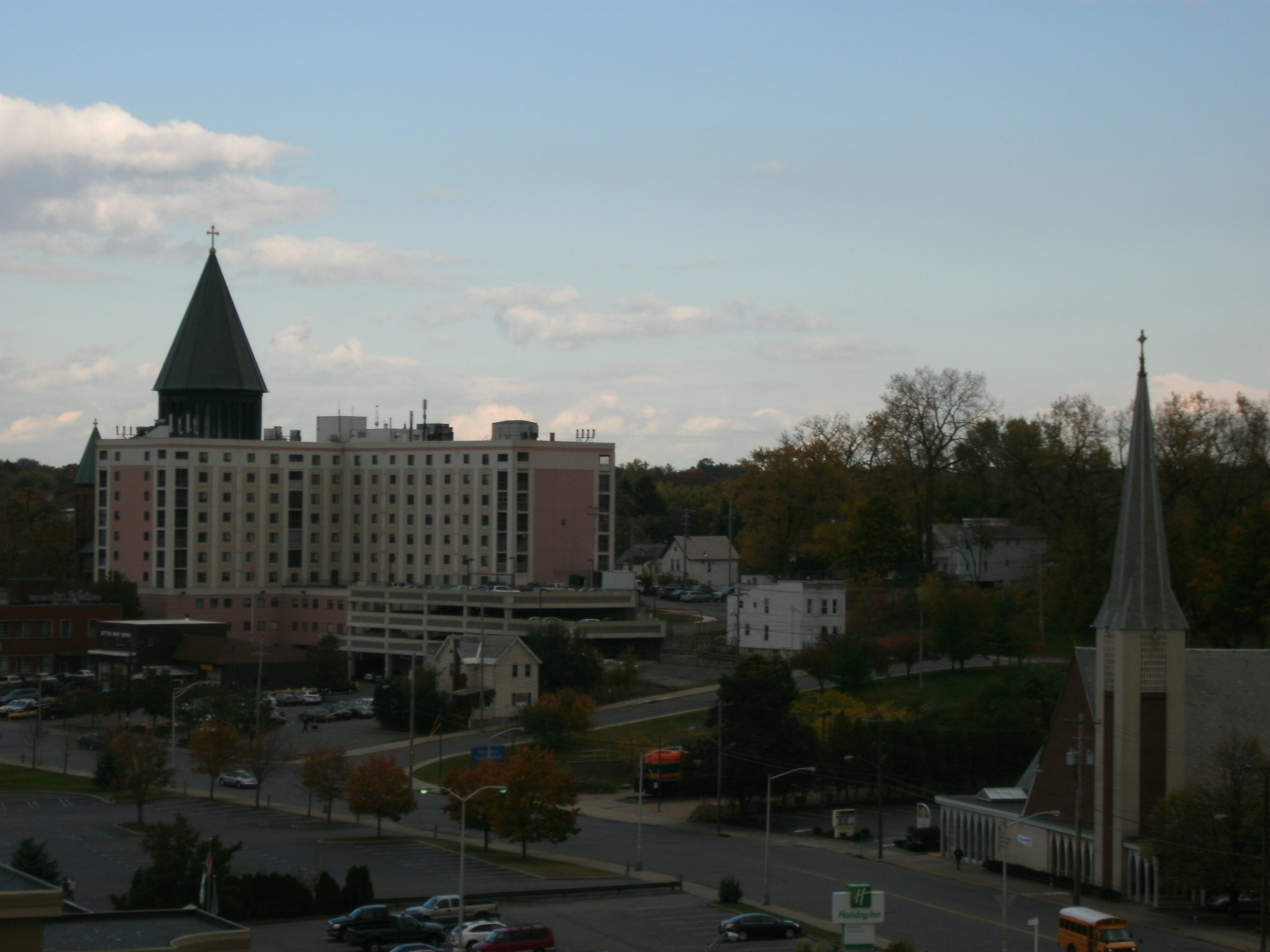
Schenectady, 9e plus grande.
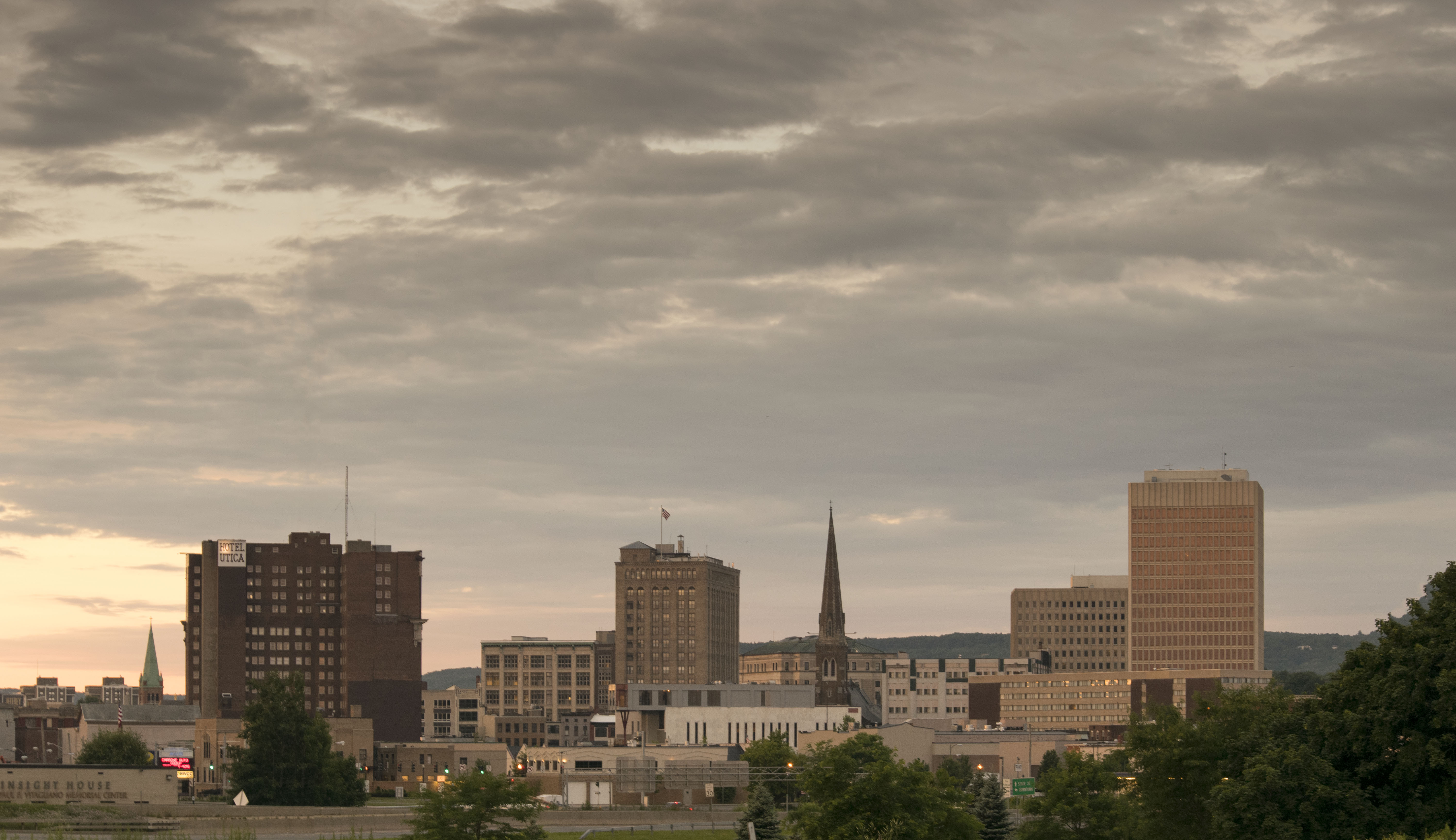
Utica, 10e plus grande.
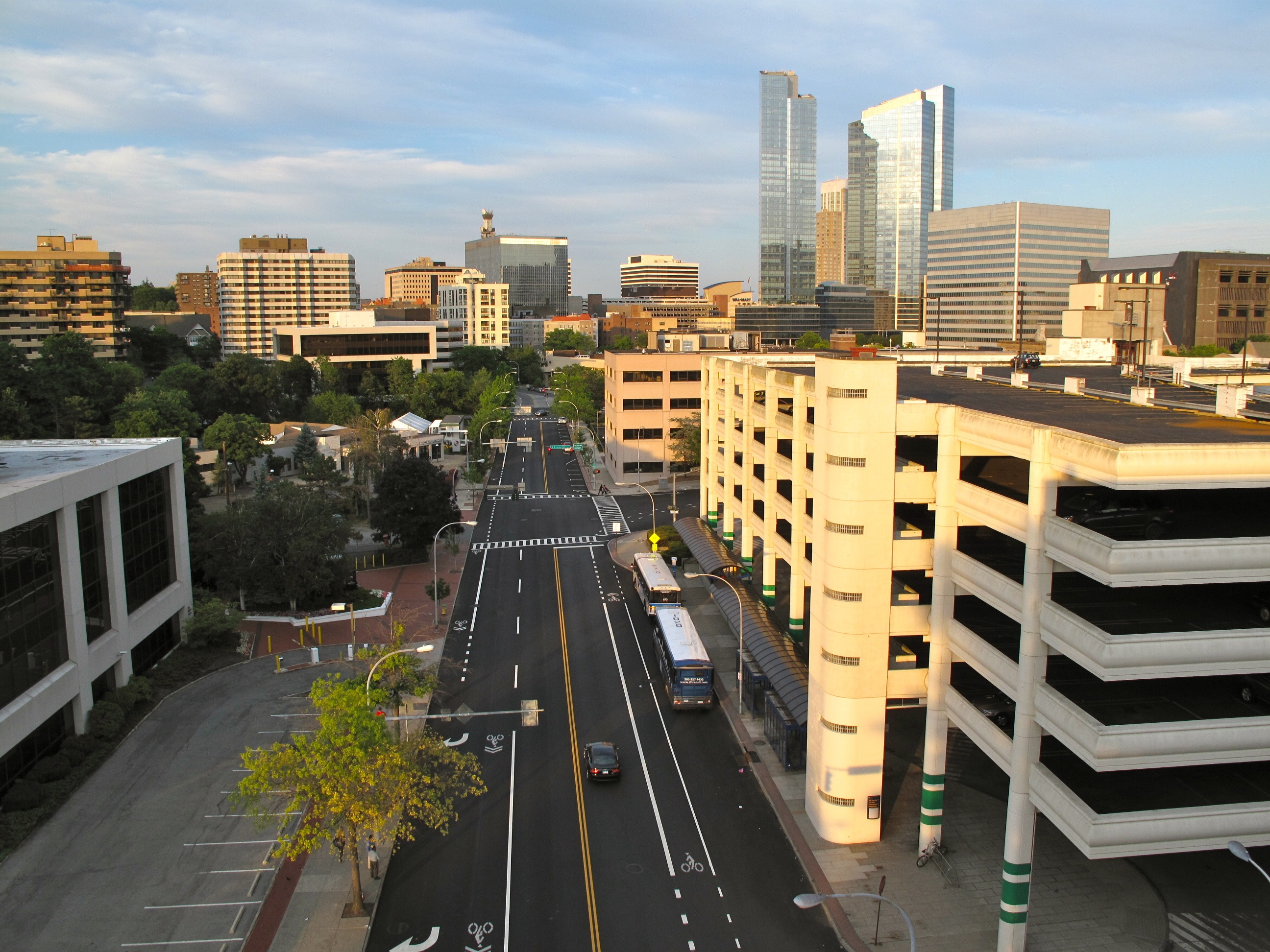
White Plains, 11e plus grande.
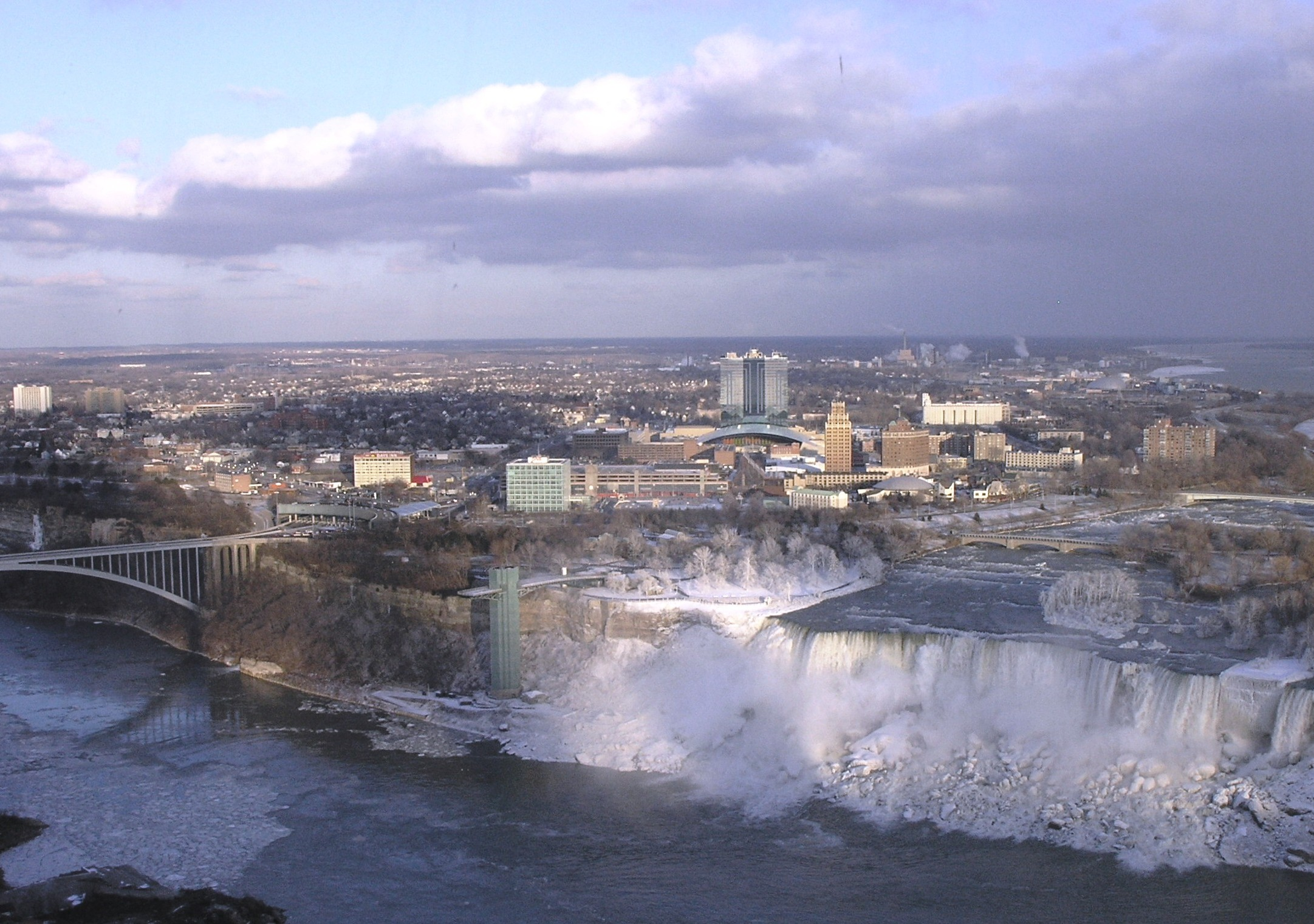
Niagara Falls, 12e plus grande.
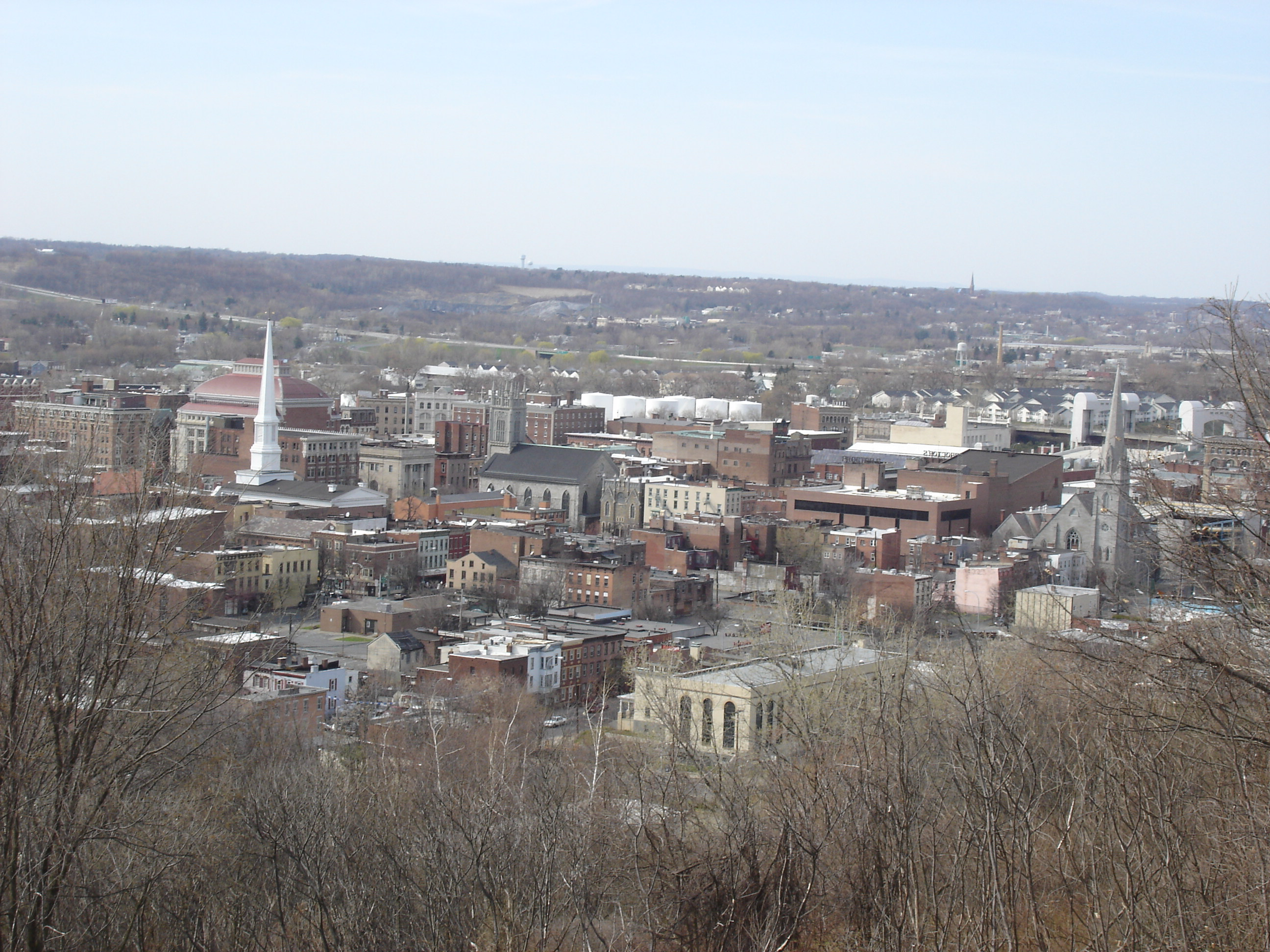
Troy, 13e plus grande.
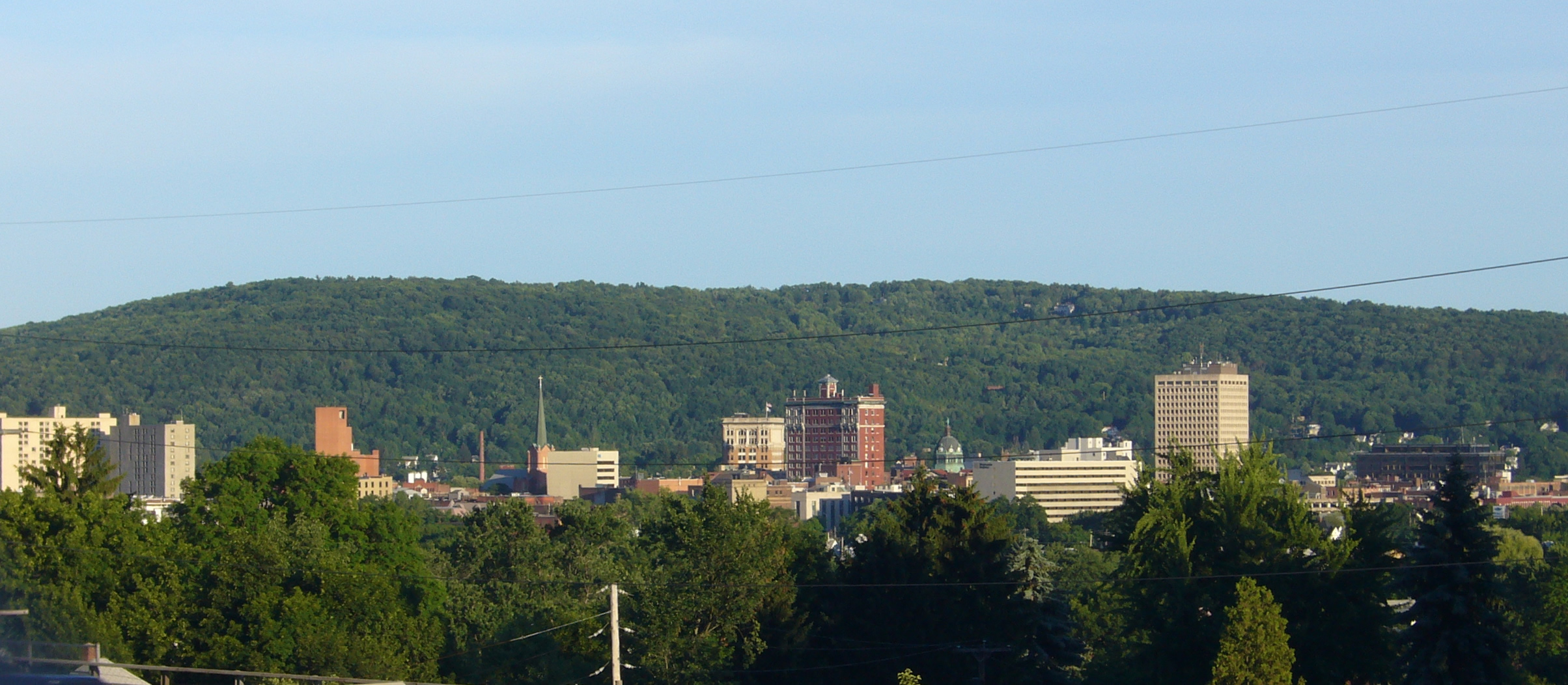
Binghamton, 14e plus grande.
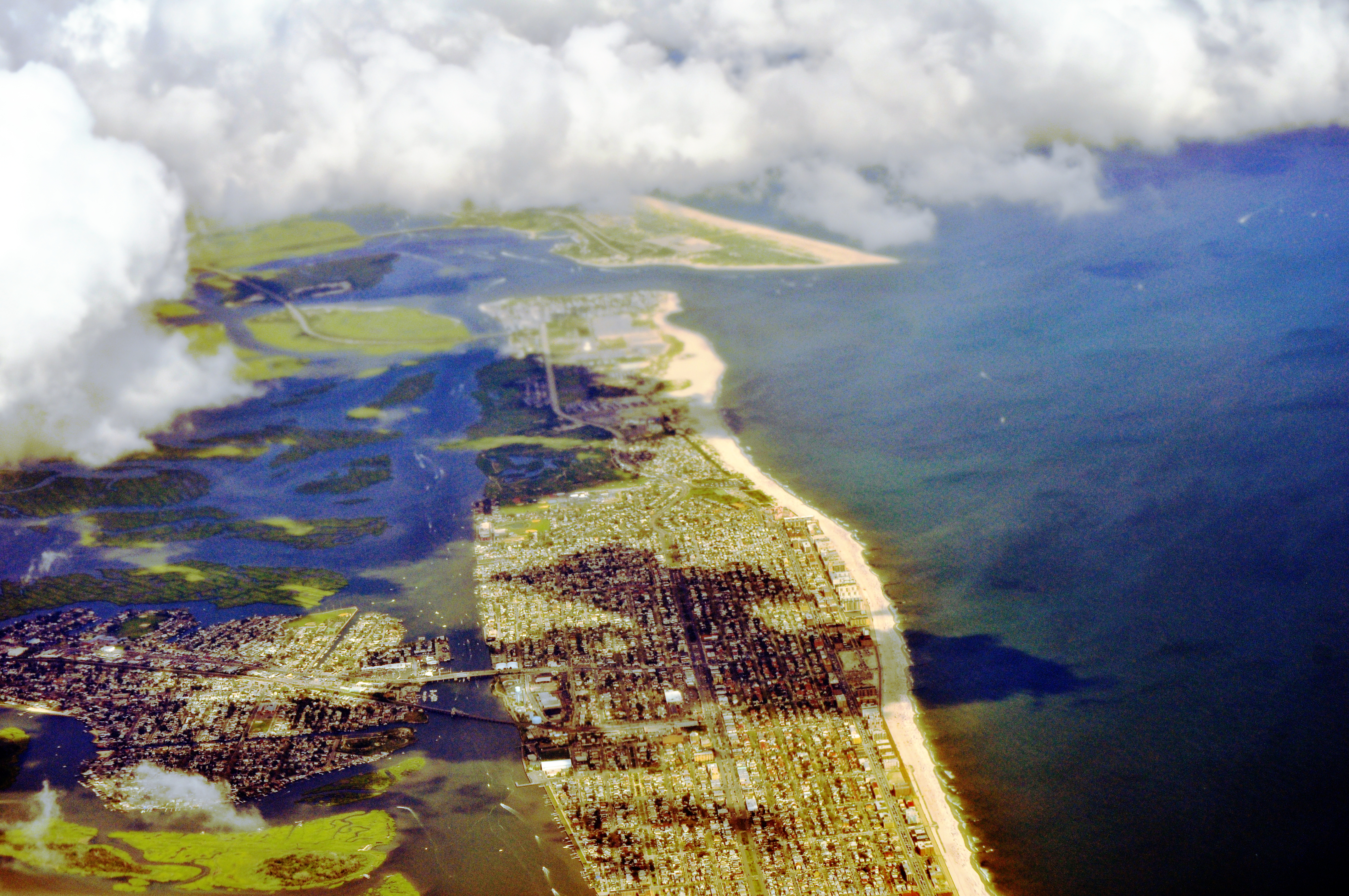
Long Beach, 15e plus grande.
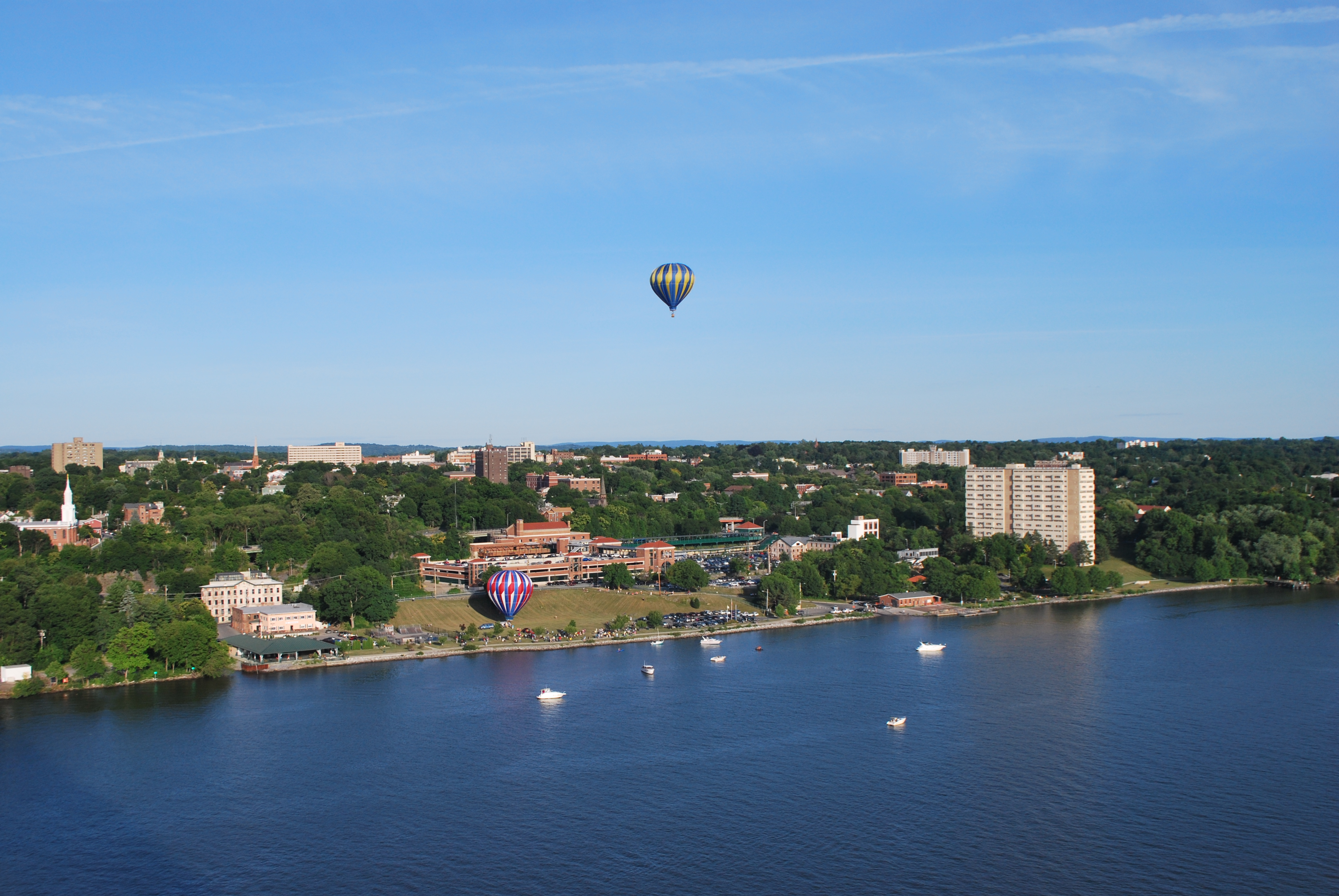
Poughkeepsie, 17e plus grande.
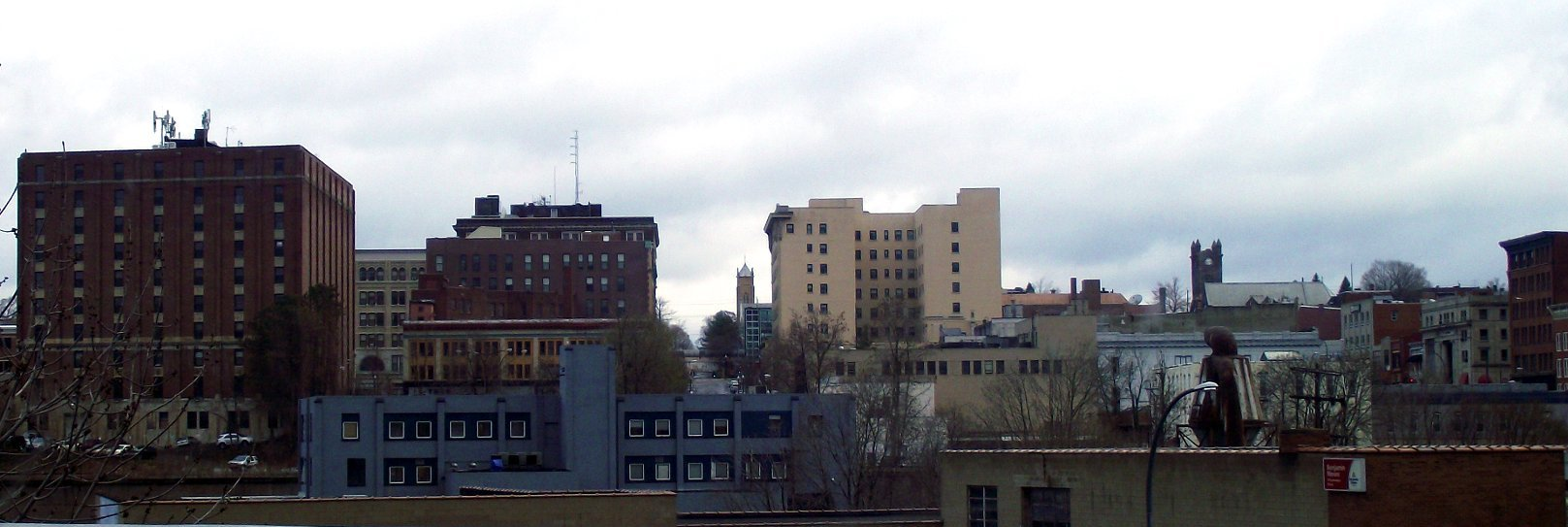
Jamestown, 19e plus grande.
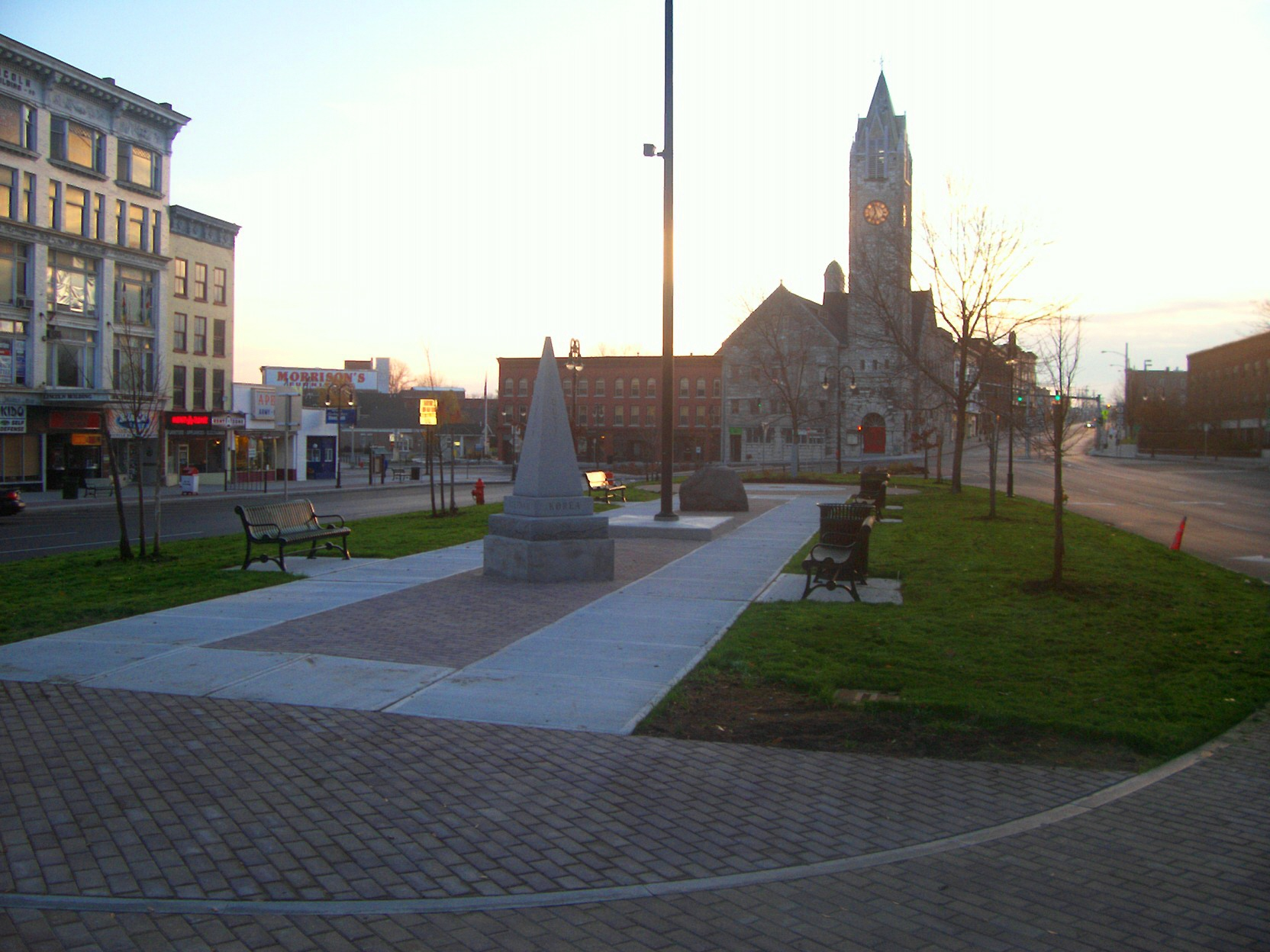
Watertown, 25e plus grande.